# Säule

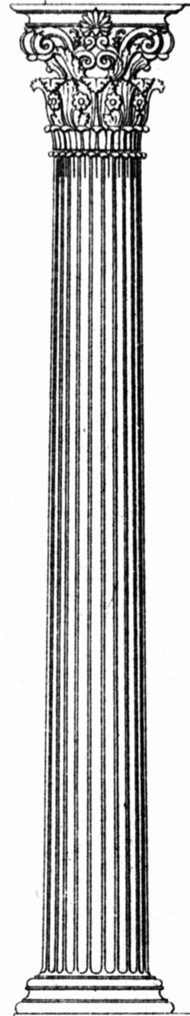
Korinthische Säule

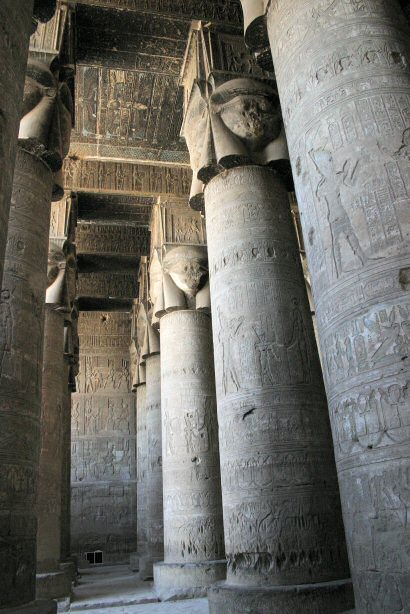
Ägyptische Säulen mit Kapitellen, die das Gesicht der Göttin Hathor zeigen

Eine Säule ist im Bauwesen eine lotrechte, in der Regel freistehende Stütze aus Holz, Stein, Ziegel oder Metall mit kreisrundem Grundriss.

## Begriffe, Unterscheidungen
Sie unterscheiden sich im Grundriss von den eckigen Pfeilern, Pilastern und Lisenen. Von der umstrittenen Bezeichnung Rundpfeiler unterscheidet sich die Säule als Stützglied mit einer Verjüngung oder Entasis. Säulen können auch Halbsäulen und Dreiviertelsäulen sein.
Vom notwendig runden Grundriss abweichend wird der Begriff Säule im Holzbau und bei Dachkonstruktionen in der Fachsprache der Zimmerer auch für Stützen mit eckigem Querschnitt verwendet: z. B. Stuhlsäule für Ständer.

## Verwendung
Säulen können das Gebälk, ein Gewölbe oder Arkaden eines Gebäudes tragen und dabei teilweise oder ganz die Wände ersetzen.
Sie können jedoch auch nur der Dekoration dienen, eine Votivgabe tragen oder gar als Monument allein stehen.
In der klassisch-griechischen, der klassisch-römischen und der neuzeitlichen Architektur wurde die Zuordnung von Säulen und zugehörigen Gebälken durch ein System von fünf Säulenordnungen festgelegt. Dieses System war der verbindliche architektonische Gestaltungskanon bis zum Beginn des zwanzigsten Jahrhunderts. In der mittelalterlichen Architektur Europas entwickelten sich eigene Gestaltungsmethoden für Säulen, die jedoch wieder verworfen wurden, nachdem man ab dem 16. Jahrhundert Architekturstudien an antiken Hinterlassenschaften aufnahm und die antike Architektur zum Vorbild erhob.

## Bestandteile einer klassischen Säule

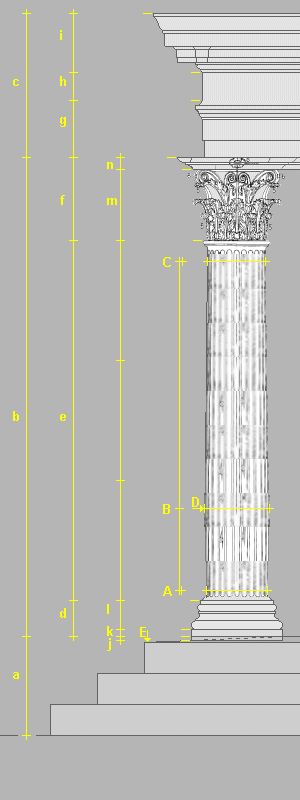
Abbildung 1 – Bezeichnungen und Elemente einer korinthischen Säule:
A Unterer Schaftdurchmesser
B Größter Schaftdurchmesser (an der Entasis)
C Oberer Schaftdurchmesser
D Entasis
E Stylobat
a Krepis
b Säule
c Gebälkzone
d Basis/ Fuß
e Schaft/ Stamm
f Kapitell/ Knauf
g Epistyl/ Unterbalken
h Fries/ Borte
i Traufgesimszone Gesimszone/Kranz
j Scamillus
k Plinthe
l Scheiben
m Volutenkapitell
n Abakus

Traditionell gliedert sich eine Säule in drei Teile: Der Schaft ruht auf dem Säulenfuß, der Basis, und wird von einem Kapitell bekrönt. Der Säulenschaft ist der einzige statisch notwendige Bestandteil einer Säule. Die übrigen Bauglieder haben überwiegend dekorative Aufgaben. In vielen Architekturstilen bildet die Kombination von Basis, Schaft und Kapitell festgelegte Säulenordnungen, die nur wenig Variation zulassen.

### Basis
Die Basis, sofern vorhanden, ist in den klassischen Säulenordnungen oft zweigeteilt in eine untere quadratische Platte, die Plinthe. Sie verteilt die Last der Säule auf eine größere Grundfläche. Die Plinthe ist in seltenen Fällen mit Ornamenten oder Blattmotiven verziert. Auf ihr können weitere horizontale Platten ruhen, die der optischen Gliederung der Basis dienen. Der Querschnitt der eigentlichen Basis ist rund. Eine Abfolge von Hohlkehlen, Trochilus, und Wulsten, Torus, gliedert den Basiskörper und bestimmt dessen Profil. Anzahl und Abfolge der Kehlen und Wulste ist meist typologisch festgelegt, man spricht je nach dem von ephesischer, samischer, attischer, peloponnesischer oder kompositer Basis, um nur einige Beispiele zu nennen.
In Abbildung 1 steht die Basis auf einem treppenförmigen Unterbau, dem Stereobat oder der Krepis. Dessen oberste Stufe wird Stylobat genannt. Säulen können aber auch – vor allem ab dem Hellenismus – auf einem meist kubischen Sockel oder Postament stehen. Ein solch erhöhter Sockel kommt oft zum Einsatz, wenn die Säule in der vollen Größe zu wuchtig wirken würde, zum Beispiel bei mehrstöckigen Kolossalordnungen, aber auch bei kleineren Säulenhallen oder Peristylen.

### Schaft
Der Schaft einer Säule kann monolithisch aus einem Teil gearbeitet sein, ist bei größeren Säulen aber meist aus mehreren sogenannten Säulentrommeln zusammengesetzt. In der Antike waren die Lagerflächen der Trommeln dabei meist planparallel gearbeitet und im Randbereich mit einer Anathyrosis versehen, um durch absoluten Fugenschluss größtmögliche Standfestigkeit zu gewährleisten. In archaischer Zeit wurden die Säulentrommeln durch einen mittigen langen Holzdübel in Bleiverguss verbunden. Ab dem 5. Jahrhundert v. Chr. kamen mehrteilige Dübelformen auf, die aus in die Trommelmitte eingelassenen bronzenen Einlassstücken meist quadratischen Querschnitts bestanden, die ihrerseits hölzerne oder metallene Dübel aufnahmen und so die Trommeln verbanden. Im 4. Jahrhundert v. Chr. wurde diese Dübelform abgelöst durch runde Mitteldübel meist aus Metall im Bleiverguss, die an den Seiten um Scheibendübel oder Eisendornen ergänzt wurden.
Der Schaft kann aber auch aus sogenannten Formziegeln gemauert sein. Fast überall werden Schaftformen eingesetzt, die sich nach oben verjüngen, ja diese Verjüngung ist grundlegendes Unterscheidungsmerkmal gegenüber dem einfachen Rundpfeiler. Zu den Ausnahmen gehören die kretischen Säulen der minoischen Kultur, deren Schäfte sich nach unten verjüngen. Bei Säulen der klassischen Antike weist der Schaft außer der Verjüngung eine leichte scheinbare Wölbung, die Entasis, auf. Diese Wölbung übertrifft aber niemals den unteren Säulendurchmesser. Vielmehr folgt die Verjüngung der Säule keinem linearen Verlauf, sondern dem Ausschnitt eines Kreisbogens, so dass die Verjüngung sich etwa nach einem Drittel der Höhe beschleunigt.
Der wichtigste Schmuck des Schaftes ist in der dorischen, der ionischen und der korinthischen Ordnung die Kannelierung. Während bei dorischen Säulen die Kanneluren mit scharfem Grat aneinander stoßen, trennt ein schmaler Steg die Kanneluren ionischer und korinthischer Säulen. Oftmals können die Schäfte ab dem Hellenismus aber auch nur teilweise kanneliert oder fazettiert sein oder die Kanneluren wurden mit Rundstäben gefüllt. Bisweilen wurden aber auch nur die trennenden Stege dem Schaft aufgelegt, wie es etwa bei stuckverzierten Säulen zum Beispiel am Gymnasium in Olympia zu beobachten ist. Insbesondere bei ionischen Säulen kann der Schaftfuß Träger figürlicher Reliefs, der sogenannten columnae caelatae sein. Alexandrinische Schäfte sind gern mit Blattranken aus Akanthus an der Schaftbasis geschmückt. Toskanische Säulenschäfte sind demgegenüber vollkommen schmuck- und kannelurenlos. Andere Stilrichtungen betreiben aber gerade am Schaft üppigste Dekoration. Säulen der byzantinischen, romanischen und gotischen Architektur, aber auch der deutschen Renaissance sind oft mit geometrischen oder organischen Ornamenten überzogen. Bereits auf antike Vorbilder zurückgeht auch die Möglichkeit, den Schaft einfach im Werkzoll mit Hebebossen zu belassen, eine beabsichtigte, nur scheinbare Unfertigkeit.
Auch der Anlauf mit dazugehörigem Profilplättchen am Übergang zur Basis sowie Ablauf, Plättchen und Astragal am oberen Schaftende wurden in der Antike – abhängig von der Bauordnung – oft als Teil des Schaftes aufgefasst, wo es jedoch möglich war, zugunsten eines vereinfachten Steinschnitts aufgegeben. An- und Ablauf waren dann der Basis oder dem Kapitell angearbeitet.

### Kapitell
Zwischen Schaft und Gebälk liegt der Säulenkopf, das sogenannte Kapitell. Die antike Architektur kennt, neben vielen anderen, drei Grundformen des Kapitells: das dorische, das ionische und das korinthische Kapitell.
Zwischen Kapitell und Schaft liegt der Säulenhals, das Hypotrachelion, meist durch Ringe oder Einkerbungen vom Schaft abgesetzt. Er vermittelt optisch zwischen den Bauteilen und kann mit Ornamenten, zum Beispiel einem Blatt- oder Eierstab, verziert sein.
Der zentrale Kapitellkörper ist je nach Säulenordnung unterschiedlich gebildet, kann einfach nur als wulstartiges Kissen, dem Echinus der dorischen Kapitelle, als Voluten tragendes Polster wie in der ionischen Ordnung oder als blattverzierter Kelch, etwa an korinthischen Kapitellen, geformt sein. Darüber hinaus gibt es zahlreiche weitere Möglichkeiten der Kapitellbildung.
Eine quadratische, manchmal ornamental verzierte Platte, der Abakus, bildet den oberen Abschluss des Kapitells. Er bildet das Auflager für das folgende Gebälk. Wenn die Säule kein horizontales Gebälk trägt, sondern einen Bogen oder ein Gewölbe, kann auf dem Abakus ein weiteres, trapezförmig auskragendes Bauteil liegen, der Kämpfer (Impost). Er hat vor allem statische Funktion, weil er den Druck des Gewölbes auf die Mitte der Säule leitet und so die Ecken des Kapitells schont.

## Geschichte der Säulenformen

### Ägyptische Säulen

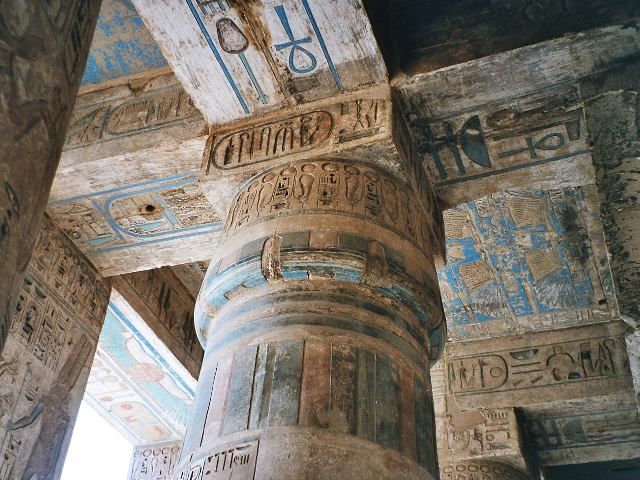
Ägyptische Säule mit geschlossenem Papyrusbündel-Kapitell; Tempel von Medinet Habu (Theben-West)

Die ältesten Säulen sind in Ägypten erhalten. Obwohl sie aus behauenem Stein gefertigt sind, imitieren sie Formen, wie sie beim Bauen mit Schilfrohr entstehen. Säulenhallen (Hypostyle), etwa im Luxor-Tempel oder beim Tempel von Dendera, wurden von monumentalen Säulen getragen. Die sehr massiv wirkenden Säulen waren reich mit Hieroglyphen und Bildwerken bemalt.
Es werden vier Arten von Säulen unterschieden: Lotossäulen, deren Kapitell einer stilisierten Lotosblüte ähnelt; Papyrussäulen, die mit Streifen von Papyrus umwickelt zu sein scheinen, sowie Palmensäulen, deren Kapitelle Palmblättern gleichen. Hals und Kapitell imitieren umgürtete Bündel von Zweigen oder Schilfrohren. Das Kapitell ist entweder knospenartig geschlossen und verjüngt sich nach oben (geschlossenes Kapitell) oder verbreitert sich kelchförmig (offenes Kapitell). Auch mit den Gesichtern von Göttern verzierte Würfelkapitelle wurden eingesetzt. Dazu kommen noch die protodorischen Säulen, die wegen ihrer Ähnlichkeit zur „dorischen“ Säule ihren Namen erhalten hat (z. B. in Deir el-Bahari aus der Zeit von Hatschepsut). Da hier der (untergliederte) Abakus häufig das Kapitell ersetzt, werden sie auch Abakussäulen genannt.

### Babylonische, assyrische, persische Säulen

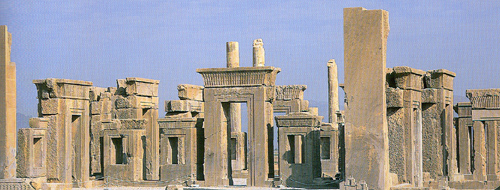
Säulen in Persepolis

Die Säulen, die in Assyrien, Babylonien und Persien in den Jahrhunderten um 500 v. Chr. zum Einsatz kamen, können als Vorformen der griechischen Säulenformen angesehen werden; teilweise wurden sie jedoch auch direkt aus Griechenland importiert. Hier sind bereits schlanke, hohe Säulen mit Kannelierung beliebt, die von einheitlich gestalteten Kapitellen bekrönt werden. Die persischen Voluten wurden wohl von ionischen Baumeistern nach Persepolis gebracht. Andere noch erhaltene Kapitelle sind mit Pferde- oder Stierköpfen geformt.

### Griechisch-römische Säulenordnungen

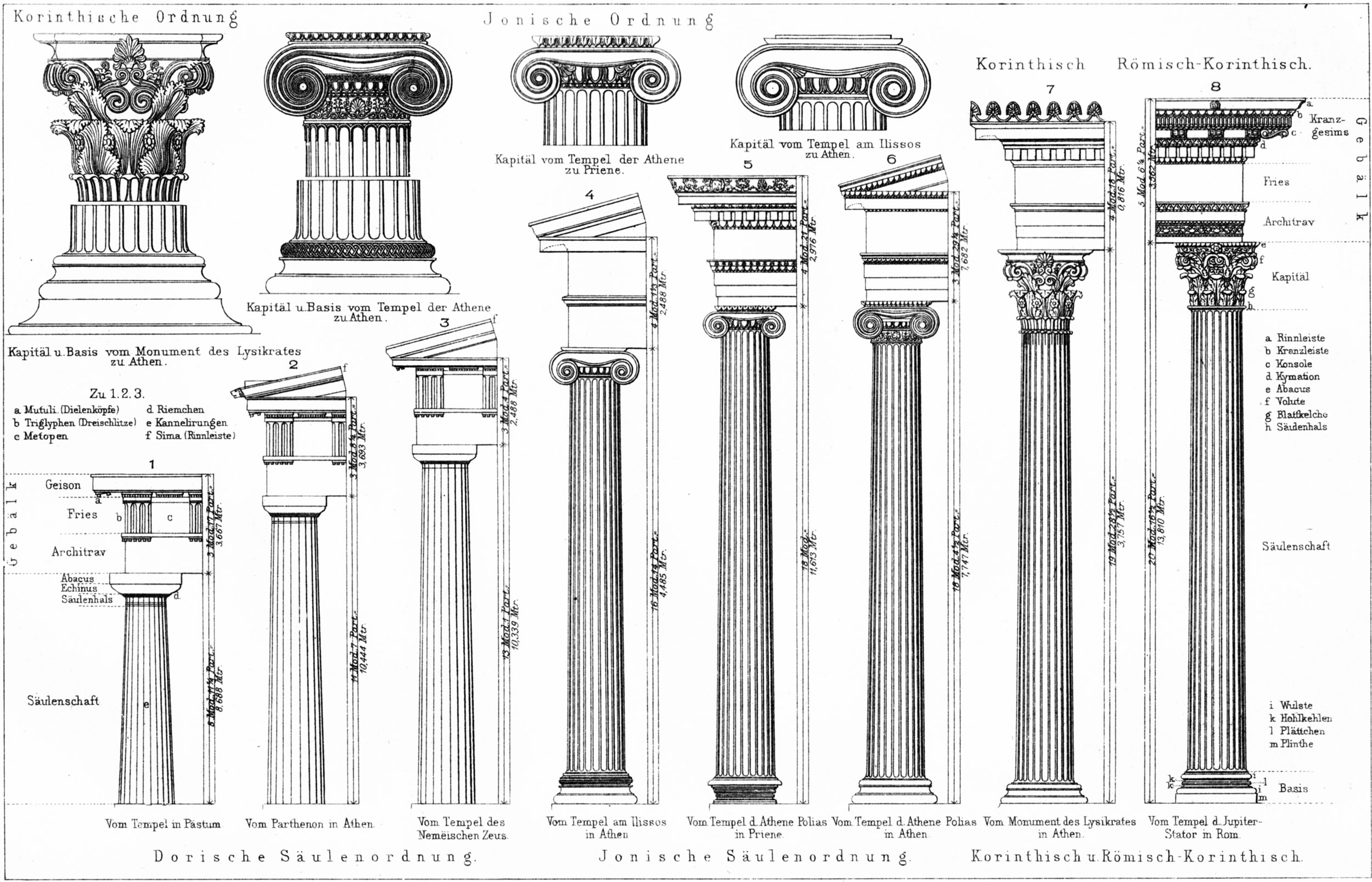
Die antiken Säulenordnungen im Überblick

Die Säulenordnung umfasst neben Proportionierung, Bauform und Ornamentierung von klassischen Säulen auch deren Position zueinander und zum Rest des Gebäudes, wie auch die daraus folgende Anordnung des Gebälks und dessen Ausführung.
Die toskanische Ordnung ist eine römisch-latinische Variante der dorischen Ordnung mit meist unkanneliertem Säulenschaft und einer Basis.
Die dorische Ordnung ist die älteste der griechischen Säulenordnungen. Sie hat vergleichsweise gedrungene, sich nach oben deutlich verjüngende Säulen, mit deutlicher Entasis und meist 20 Kanneluren. Die Säule steht ohne Basis direkt auf dem Unterbau, dem Stylobat. Der Schaft trägt am oberen Ende mindestens eine waagerecht umlaufende Einkerbung und trägt ein in drei Bereiche gegliedertes Kapitell, bestehend aus dem Hypotrachelion, dem unauffälligen, ebenfalls kannelierten Säulenhals, dem Echinus, einem wulstförmigen Kissen, und dem Abakus, der abschließenden quadratischen Deckplatte, auf der das Gebälk ruht.

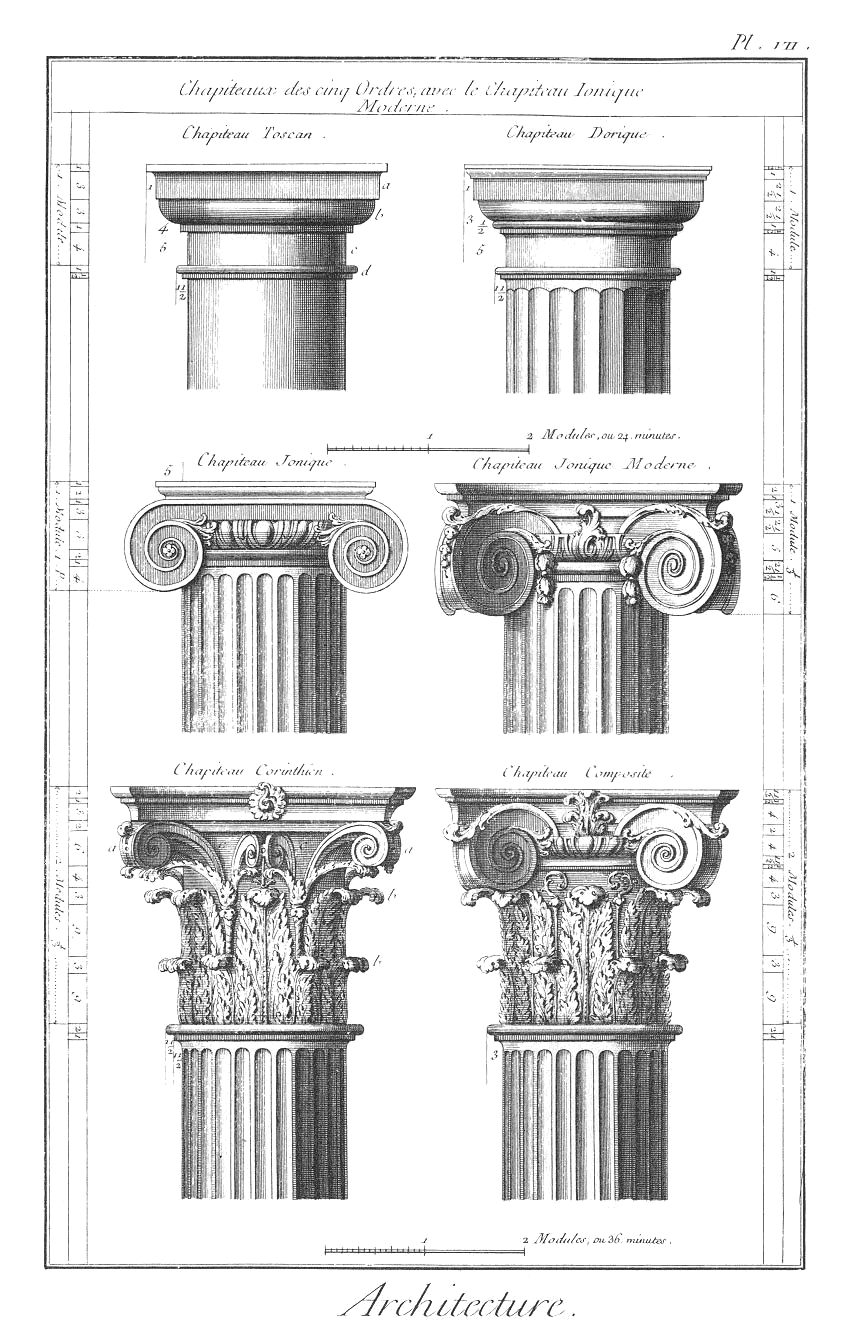
Klassische Kapitelle

Die ionische Ordnung hat schlankere Säulen, die sich nur leicht verjüngen. Die 20 bis 24 von Stegen getrennten Kanneluren sind tiefer gekehlt und enden kurz vor Säulenfuß und -kopf in einer Rundung. Sie stehen auf einer Basis. Das Kapitell der Säule ist komplexer als das dorische und bildet eine doppelte Spiralform, die Voluten.
Die korinthische Ordnung entwickelte sich erst relativ spät ab dem 5. Jahrhundert v. Chr. Zunächst nur aus dem korinthischen Kapitell bestehend, das einem ionischen Säulenschaft samt Basis aufgesetzt wurde, erlangt sie erst im 1. Jahrhundert v. Chr. den Status einer in sich geschlossenen Säulenordnung. Zuvor konnte sie mit ionischem oder dorischem Gebälk kombiniert werden. Ab dem 1. Jahrhundert v. Chr. setzt sich die Lösung mit ionischem Gebälk und einem bekrönenden Konsolengeison als feststehende Kombination durch. Abweichungen hiervon mit dorischem Gebälk bleiben nun lokal begrenzt oder der Kleinarchitektur vorbehalten. Die korinthischen Säulen sind noch schlanker und höher als ionische Säulen; unter den floralen Voluten ihres Kapitells befinden sich zusätzlich zwei Kränze von Akanthusblättern.
Als Kompositordnung im Zusammenhang mit Säulenordnungen bezeichnet man die Kombination einer weitgehend korinthischen Gebälkordnung mit dem Kompositkapitell, das eine Verschmelzung des Blattkranzes korinthischer Kapitelle mit den Voluten ionischer Diagonalkapitelle darstellt. Das erst in römischer Zeit entwickelte Kompositkapitell ist hierbei reich verziert und besitzt größere Voluten, als sie etwa an korinthischen Kapitellen vorkommen.
Siehe auch: Griechische Architektur, Römische Architektur

### Romanische Säulen

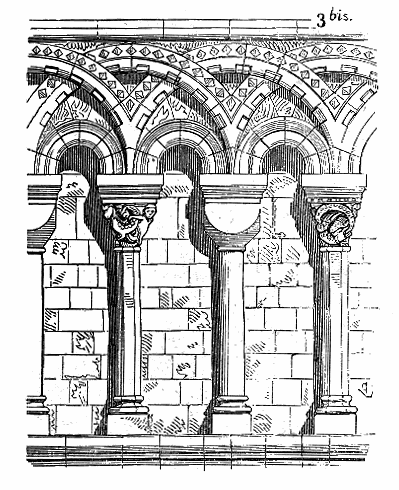
Romanische Säulenreihe (Kathedrale von Canterbury)

Romanische Säulen haben eine Basis, die eine quadratische Grundfläche besitzt und nach oben in eine kreisförmige Oberseite überführt wird. Die dreieckigen Zwickel, die dabei entstehen, sind manchmal durch Blattformen (Eckblätter) oder Figuren geschmückt. Der Schaft ist manchmal spiralförmig gedreht oder mit Rautenmustern etc. verziert (z. B. Kathedrale von Durham (England), Altar der Kirche San Salvador de Cantamuda (Kastilien)). Eine eigenartige und äußerst seltene romanische Säulenform stellen die Bestiensäulen dar, deren Schaft teilweise oder vollständig von Tierfiguren überdeckt bzw. ersetzt ist – in Deutschland erhaltene Beispiele sind die „Bestiensäule“ in der Hallenkrypta des Freisinger Doms sowie Säulen und Pfeiler mit Reliefdarstellungen im Kreuzgang-Südflügel der Stiftskirche in Berchtesgaden.
In romanischen Säulenreihen wird oft Wert darauf gelegt, dass Säulen und Kapitelle individuell gestaltet sind. Das Kapitell romanischer Säulen ist wie die Basis würfelförmig, wobei die unteren Kanten abgerundet sind, um an den kreisrunden Querschnitt der Säule anzuschließen. Romanische Kapitelle sind oft mit Figuren oder Blattwerk geschmückt. Romanische, aber auch gotische Kreuzgänge oder Kolonnaden haben oft Doppelreihen von Säulen. In den christlichen Basilikabauten wird in der Gotik die romanische Säule zunehmend durch den Bündelpfeiler verdrängt.

## Doppelsäulen und Säulenreihen
Als statisch meist überflüssig, aber als besonders repräsentativ gelten paarweise oder in Dreier- und Vierergruppen angeordnete Säulen sowie die Reihung von Säulen in einer Portikus oder an einem Portalgewände. Beides kam vereinzelt bereits in der Antike und verstärkt in mittelalterlichen Kreuzgängen oder in den Portalzonen von Kirchen vor und erlebte in der Baukunst der Renaissance und des Barock eine neue Blütezeit.

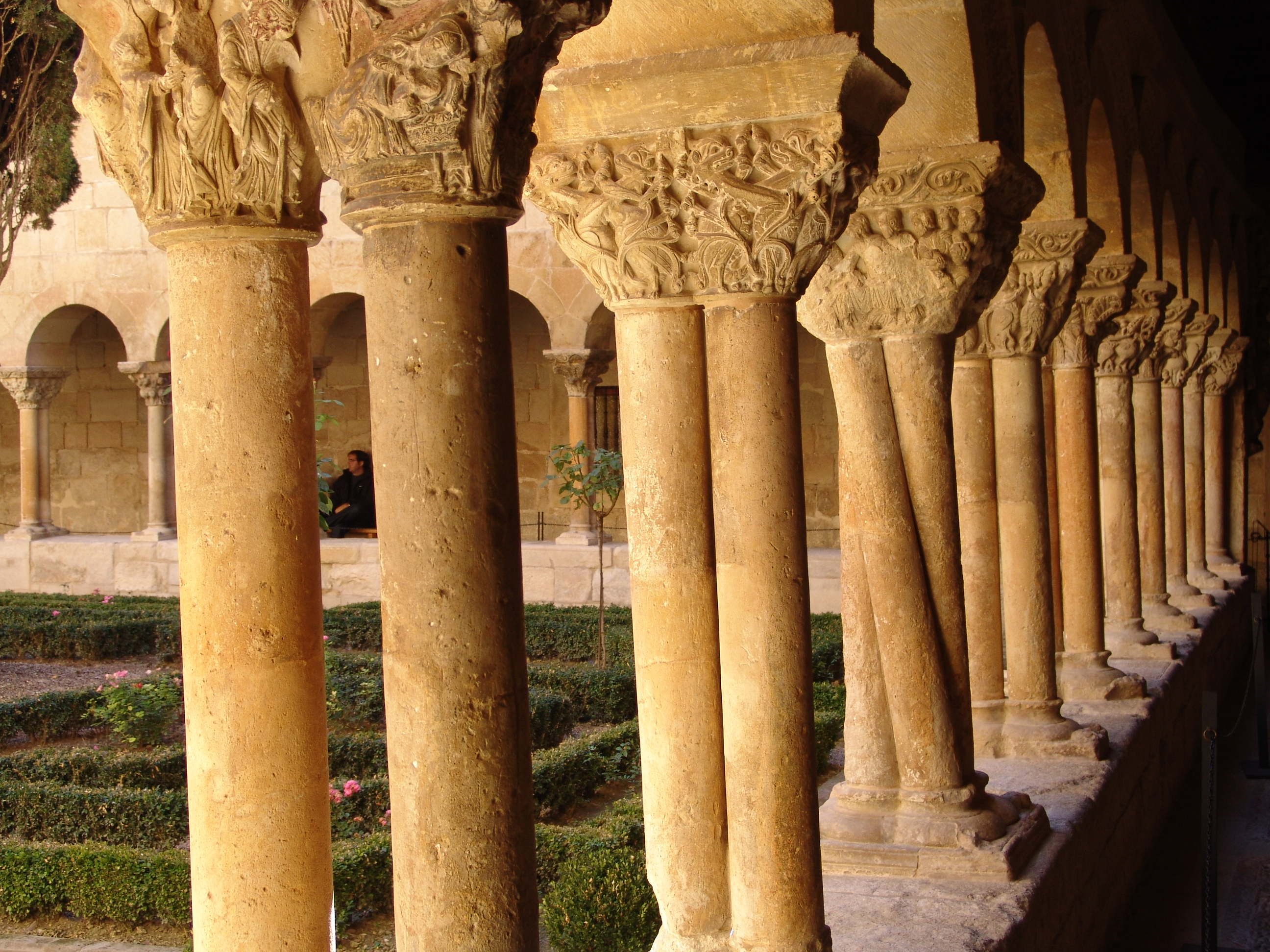
Abtei Santo Domingo de Silos – Kreuzgang
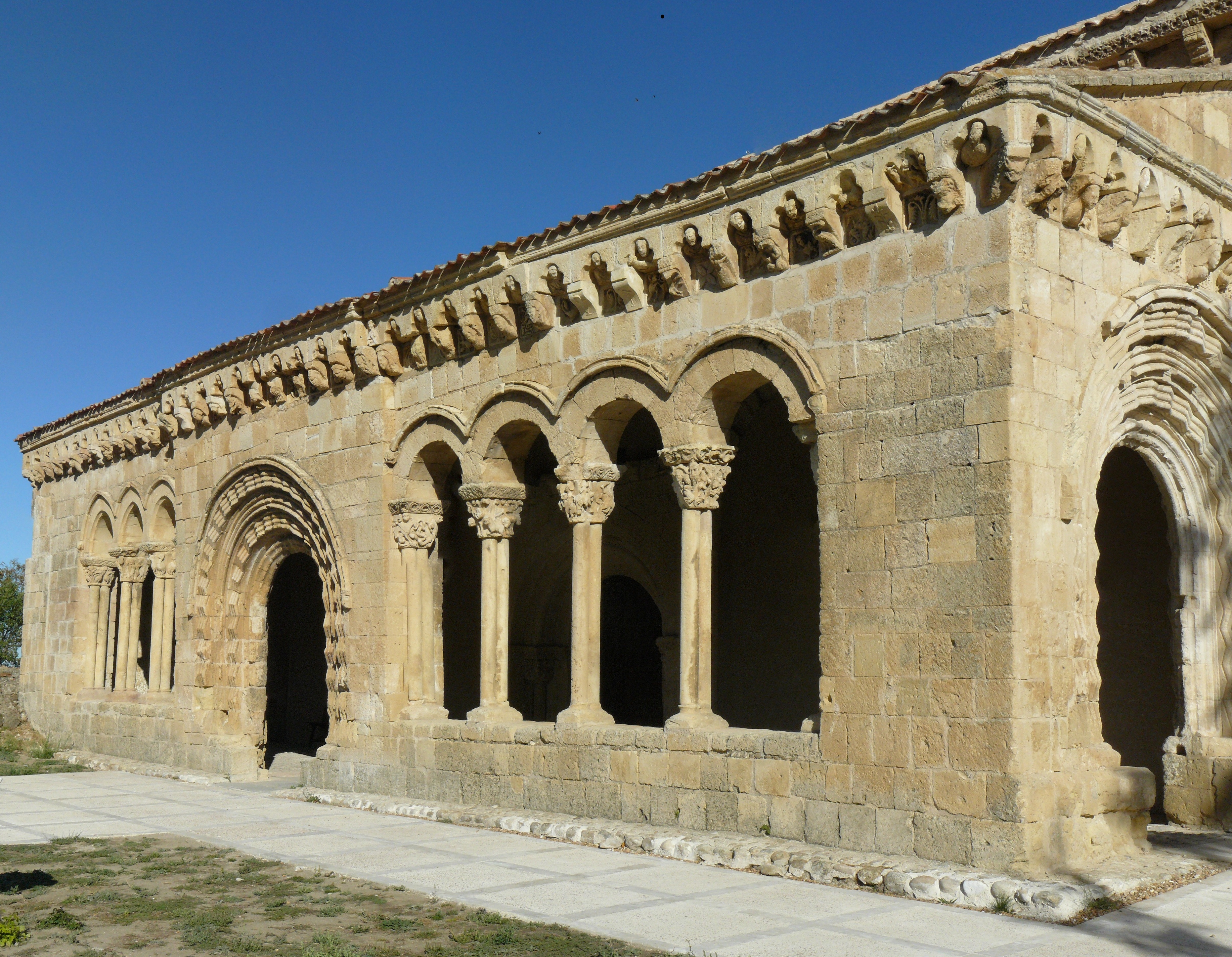
San Miguel Arcángel (Sotosalbos) – Portikus
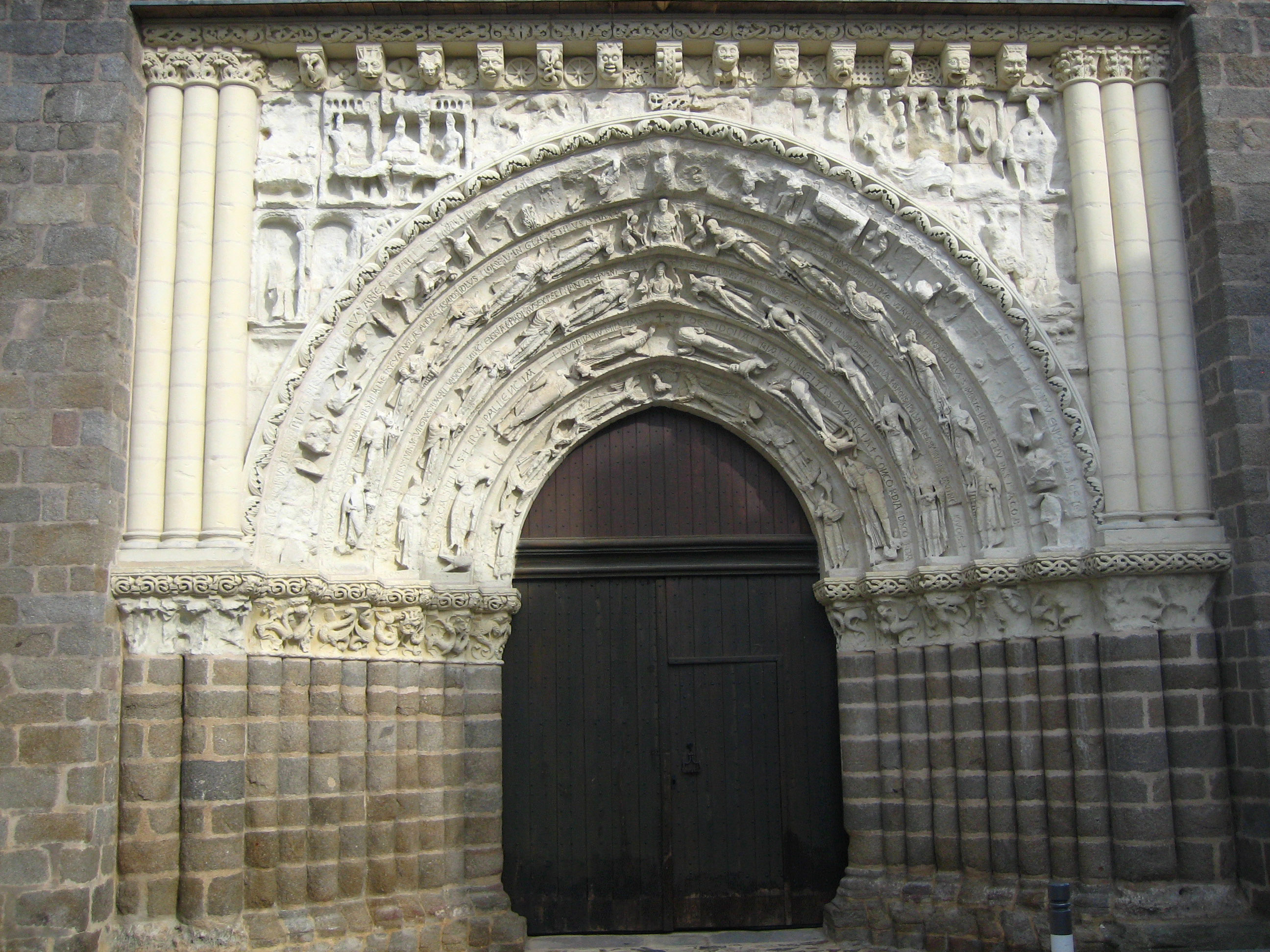
Argenton-les-Vallées – romanisches Portal
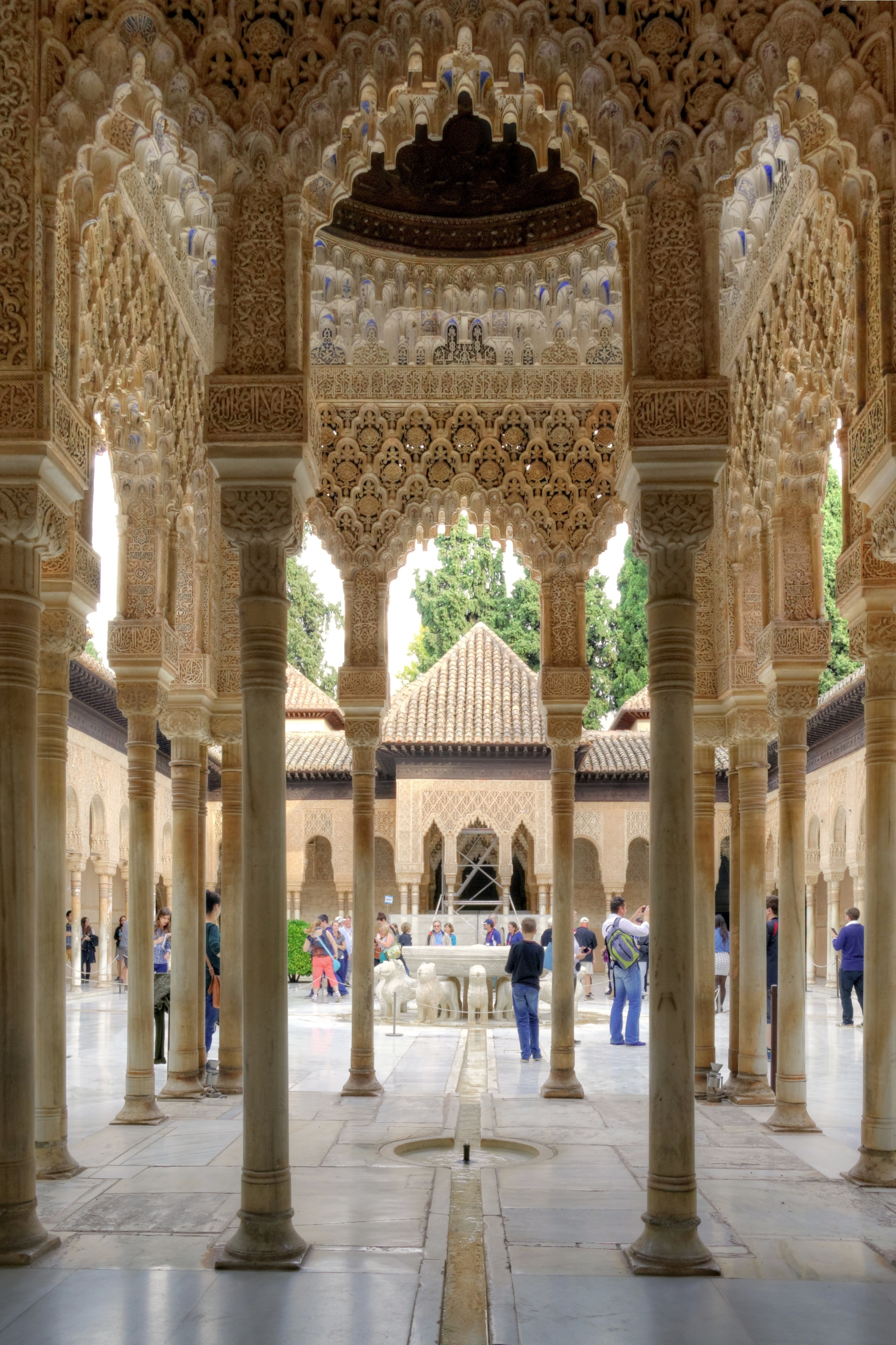
Granada – Löwenhof der Alhambra
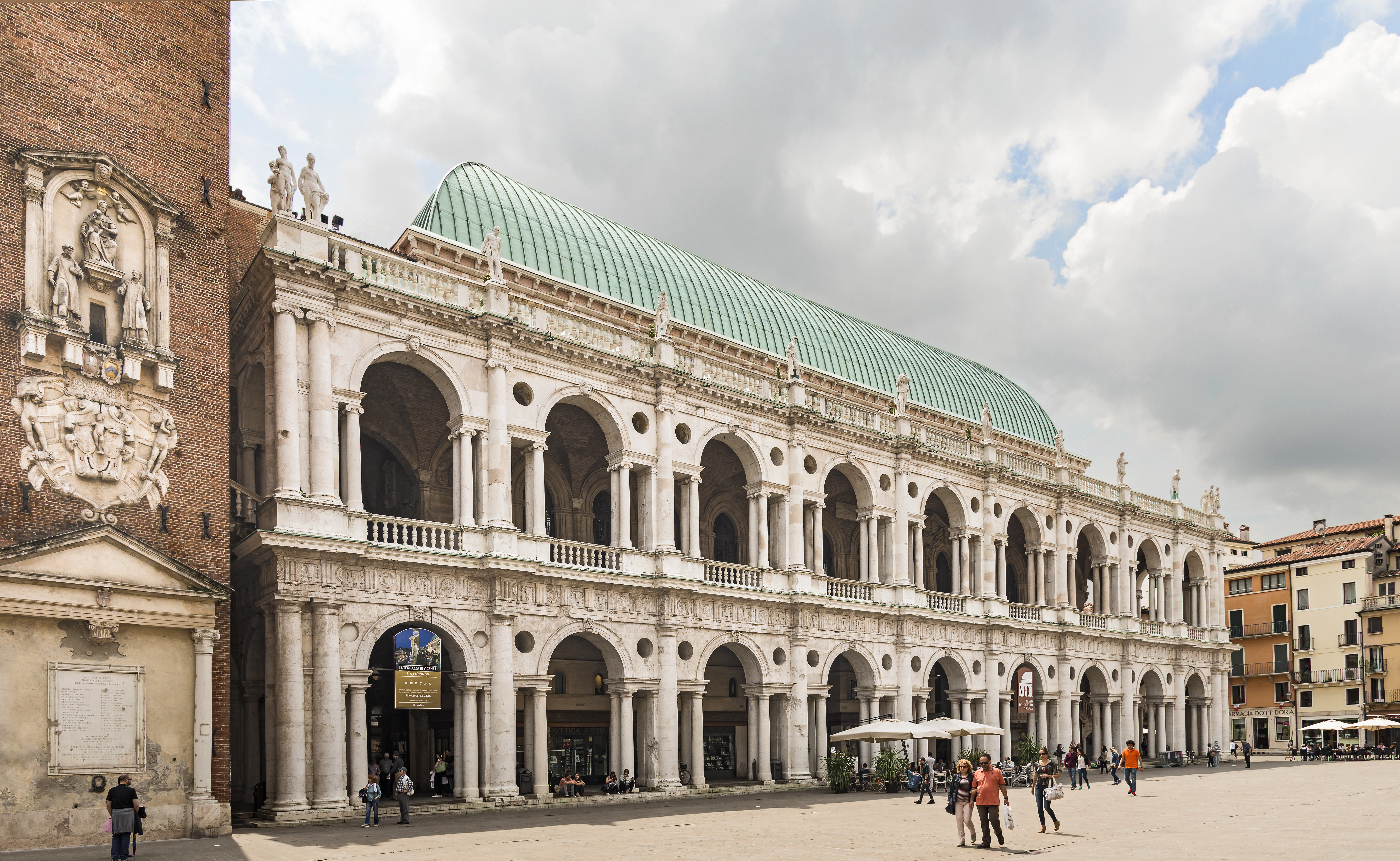
Vicenza – Basilica Palladiana
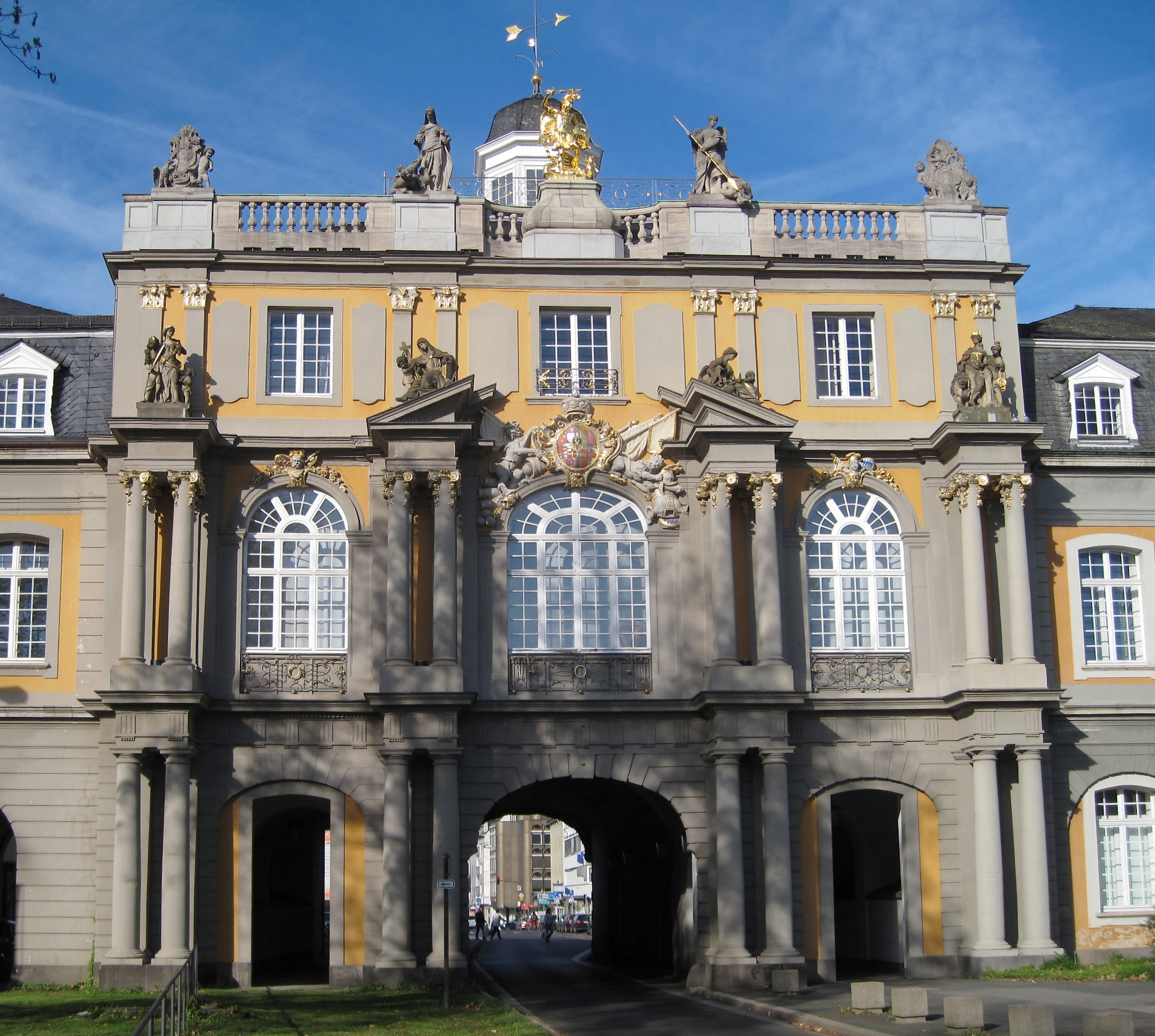
Bonn – Koblenzer Tor

## Salomonische Säulen

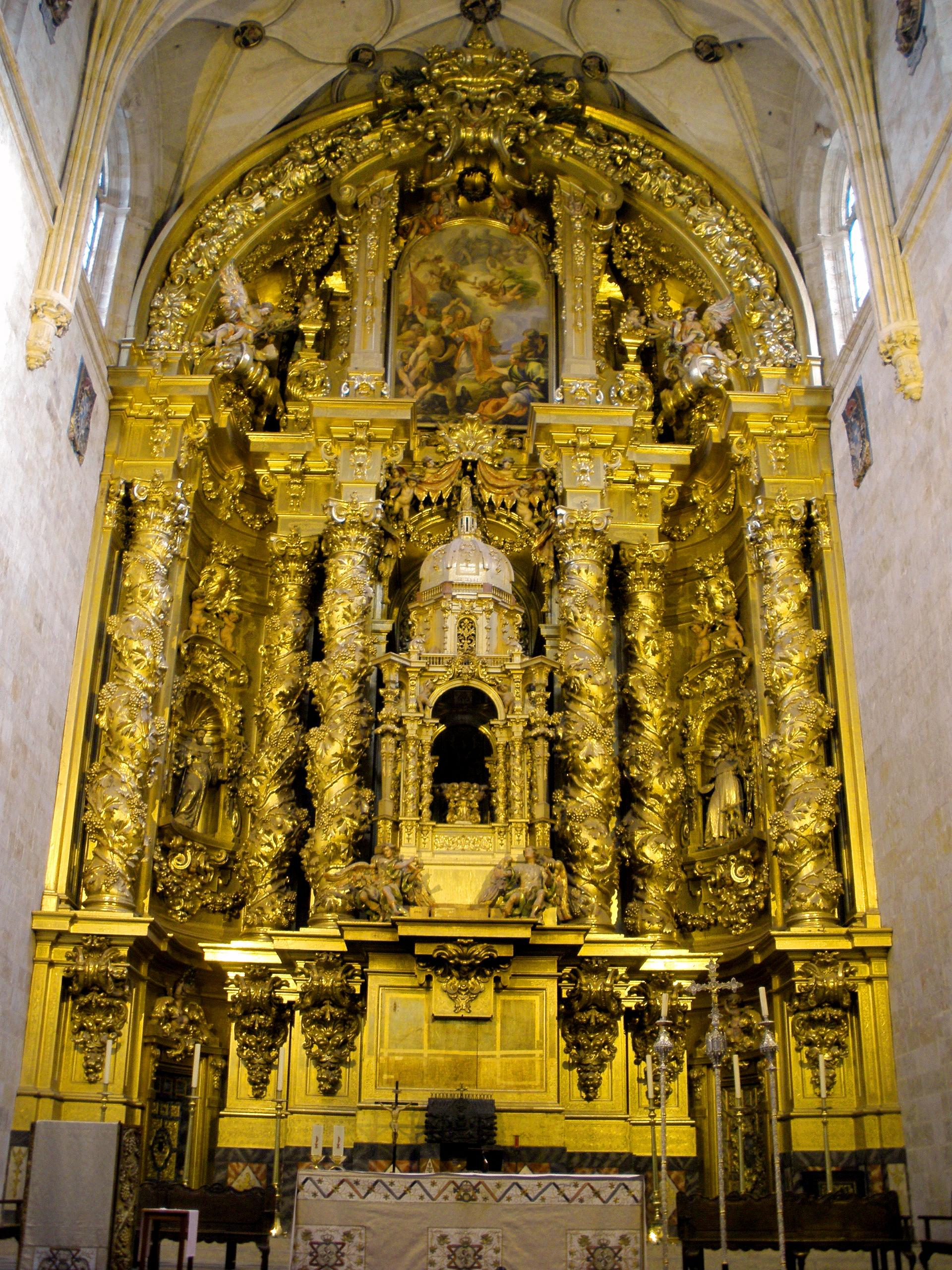
José Benito de Churriguera – Altarretabel im Convento de San Esteban in Salamanca, Spanien (1692)

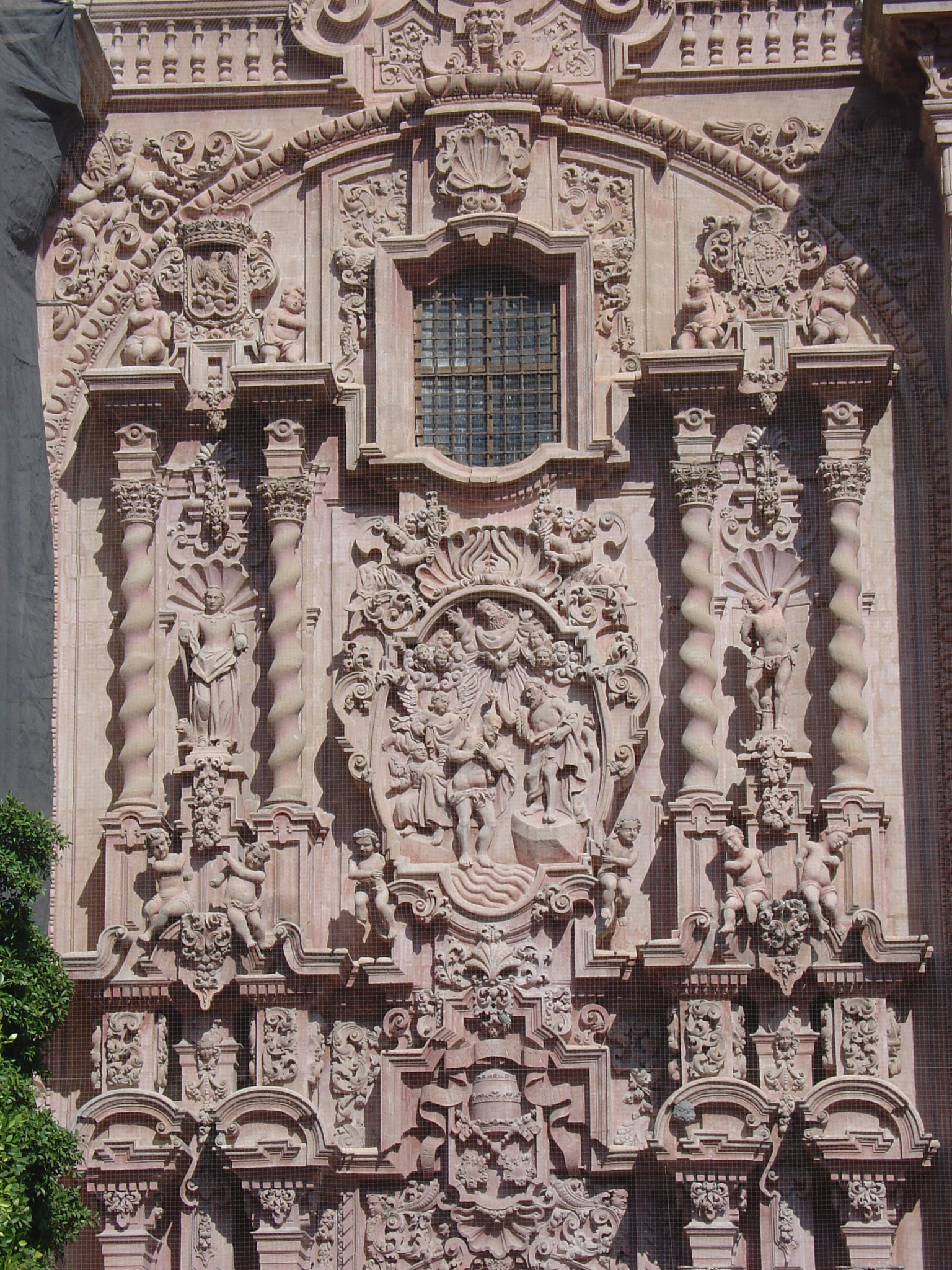
Fassade der Kirche Santa Prisca in Taxco de Alarcón, Mexiko (1751–1758)

Als „Salomonische Säulen“ werden um eine fiktive innere Achse gedrehte Säulen bezeichnet, mit denen gemäß der Überlieferung der Tempel Salomos in Jerusalem ausgestattet war.
Auch die Reliefs der Trajanssäule und der Mark-Aurel-Säule in Rom waren spiralförmig angeordnet und viele römische Säulen waren mit gedrehten Kannelüren versehen (z. B. am Theater von Segobriga). Einige wenige romanische Säulen sind umeinander gedreht oder haben ebenfalls eine spiralförmige Ornamentik (z. B. in der Kathedrale von Durham oder am Altar der Kirche San Salvador de Cantamuda).
Doch bereits in der Antike gab es Säulen, deren Schäfte um eine innere Achse gedreht waren; einige Exemplare haben sich im Petersdom erhalten. In der französischen und spanischen Architekturtheorie des 16. Jahrhunderts (vertreten durch Jacques Androuet Ducerceau bzw. Juan Bautista Villalpando) wird dieser Gedanke wieder aufgenommen und eine „Salomonische Säulenordnung“ postuliert (→ Weblink). Letztlich jedoch war es Gianlorenzo Bernini, der mit seinem im Jahr 1624 entstandenen Baldachin über dem Grab Petri im Petersdom in Rom das Vorbild für eine Vielzahl von gedrehten Säulen der Barockzeit schuf, die v. a. im churrigerersken Stil Spaniens und dem darauf beruhenden Kolonialbarock sowohl an Portalfassaden als auch an Altarretabeln eine wichtige Rolle spielen.

## Herstellung

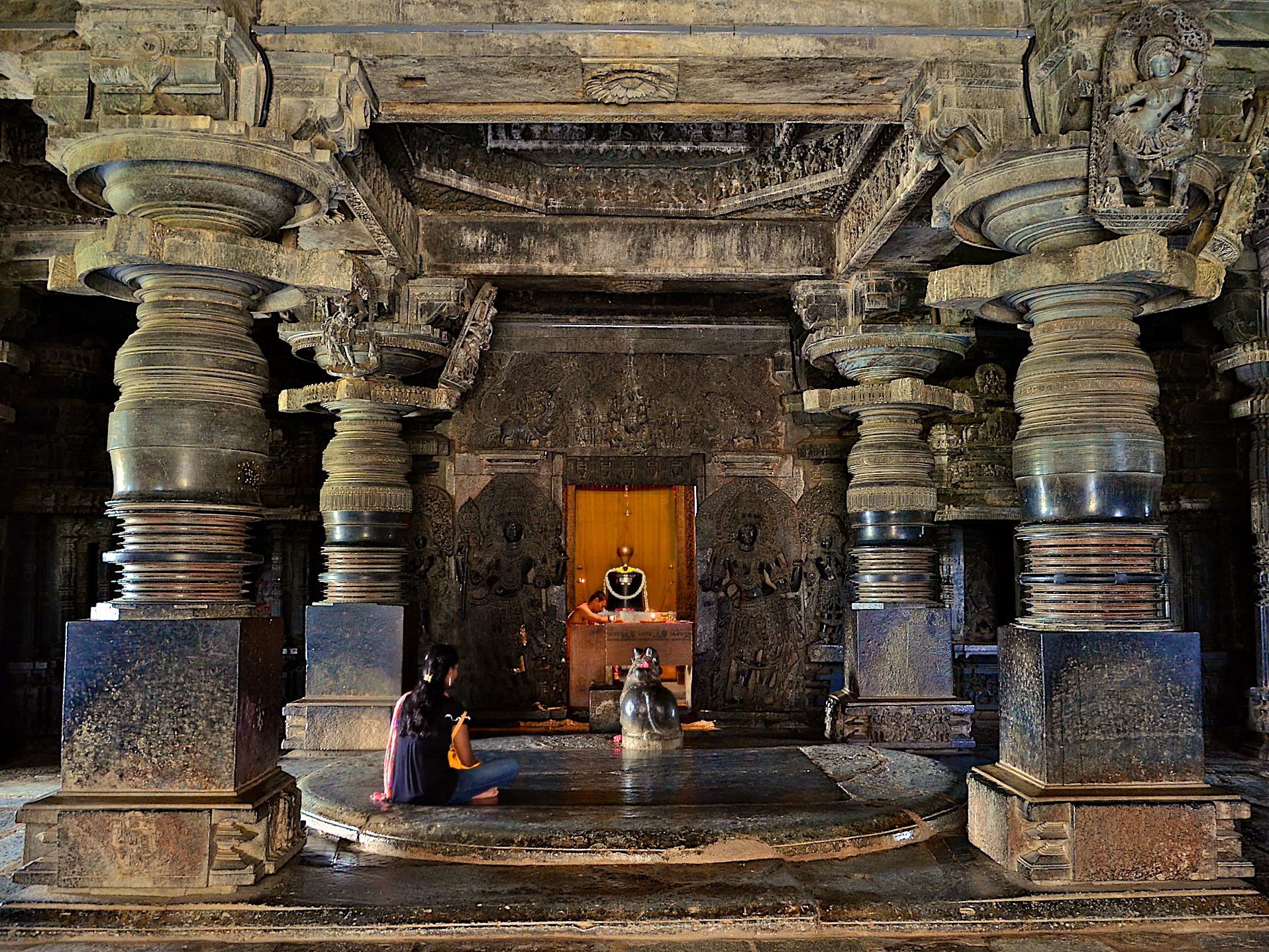
Gedrechselte Säulen im Hoysala-Tempel von Halebidu, Karnataka

Bedauerlicherweise hat sich die architekturhistorische Forschung bislang kaum mit der Herstellungsweise von Steinsäulen beschäftigt und so ist vieles in Vergessenheit geraten. Vorläufer von Steinsäulen waren mit Sicherheit Holzsäulen, die in einer Art Drehbank beschliffen und geglättet wurden. Es ist davon auszugehen, dass derartige Techniken auch bei vielen Steinsäulen Anwendung fanden, denn nach anfänglicher Grobbearbeitung im Steinbruch war eine gleichmäßige Rundung, Glättung oder gar Drehung der Oberfläche – auch bei Säulentrommeln – in einer Drehbank sehr viel einfacher und gleichzeitig genauer herzustellen. Kanneluren oder Reliefierungen wurden üblicherweise erst angebracht, als die Säulen aufrecht standen und verbaut waren. In Indien haben sich derartige Dreh- oder Drechsel-Techniken vor allem in der mittelalterlichen Hoysala-Architektur zu äußerst kunstvollen Formen entwickelt.
Bereits in der Römerzeit und verstärkt wieder seit der Barockzeit gab es auch aus Ziegelsteinen gemauerte und mit Stuck verkleidete Säulen. Seit der zweiten Hälfte des 20. Jahrhunderts werden Säulen meist aus Beton in Schalrohren (Schaft) und Schalformen (Basis und Kapitell) gegossen und anschließend verputzt oder anderweitig verkleidet.

## Säulen in der Neuzeit
(Über die Verwendung von Säulen im architektonischen Kontext siehe den Hauptartikel Säulenordnung)
In der Renaissancearchitektur, vor allem seit Andrea Palladio, werden nicht nur Paläste und Amtshäuser mit Säulen betont und ihre Fassaden aufgewertet, sondern auch den christlichen Kirchen werden antikische Tempelfronten vorgeblendet.

„Hier beginnt die Inflationierung der Säule, die einst heilig war und dann heiligen Bauten vorbehalten war, bis das 19. Jahrhundert sie vor Börsen und Bahnhöfe stellte.“

Die Säulen bleiben nicht der Architektur allein vorbehalten: Motive und Regeln aus den Säulenbüchern werden mehr noch von Möbeltischlern als von Architekten adaptiert und praktisch umgesetzt.

## Bauformen
Der Abstand zwischen den Säulenachsen in einer Säulenreihe wird als Achsweite oder Joch, die lichte Weite zwischen den Säulen an ihrem unteren Durchmesser als Interkolumnium bezeichnet.
Eine Fassadengliederung mit Säulen, die sich über mehrere Geschosse eines Gebäudes erstrecken, wird als Kolossalordnung bezeichnet und dient vor allem der optischen Strukturierung der Fassade.
Neben der frei stehenden Säule (Freisäule) gibt es die nur teilweise hervortretende Blendsäule, die als Halbsäule oder Dreiviertelsäule gebildet sein kann. Sie können zu Bündeln zusammengefasst werden, die insbesondere in der mittelalterlichen Architektur zu finden sind. Hier spricht man auch von Diensten oder Dienstbündeln von Halb- oder Dreiviertelsäulen, die einem Pfeiler vorgelagert sind und die Last des Gewölbes zumindest teilweise tragen. Wird eine Freisäule zwischen zwei Mauerteilen eingeengt, spricht man von einer Ricetto-Form beziehungsweise Ricettoarchitektur.
Bauformen, bei denen Säulen bevorzugt eingesetzt wurden, sind: Tempel und Säulenhalle, Kolonnade und Arkade, Portal und Propylon.

## Nicht tragende Säulen
In der modernen Architektur haben Säulen meist weniger die Aufgabe einer tragenden Funktion. In vielen Fällen wird in der Architektur in unserer heutigen Zeit der Säule ein Schmuck-Charakter zugewiesen und die Säule entwickelt sich zu einer weiteren Art des Fassaden- oder Innenraumdekors. Durch das Wegfallen der Notwendigkeit der tragenden Eigenschaften einer Säule kommen vermehrt nicht tragende Säulen zum Einsatz. Eine Sonderform einer nicht tragenden Säule ist z. B. die Hohlsäule, die aus modernen Betonwerksteinen in Halbteilen gefertigt wird, und die durch diese neuartige Fertigungstechnik so wohl zum Verschalen als auch zum Verzieren installiert werden kann. Ein weiterer Vorteil der Hohlsäulen ist u. a. ihr geringerer Herstellungspreis so wie ihr deutlich geringeres Gewicht.

### Freistehende Säulen
In bestimmten Formen treten Säulen auch als allein stehende Monumente auf. So gehörten die ältesten erhaltenen ionischen Kapitelle zu freistehenden Säulen, die als Weihgeschenkträger in Heiligtümern aufgestellt waren. Eine weitere, bereits seit der römischen Antike existierende Form sind die Ehrensäulen, z. B. zwei um 260 v. Chr. in Rom errichtete Columnae rostratae für Gaius Duilius. Ehrensäulen werden oft als repräsentatives Denkmal wichtiger Staatsmänner oder gewonnener Schlachten auf öffentlichen Plätzen aufgestellt; sie sind in einigen Fällen als eigenständige Bauwerke konzipiert, die im Innern begehbar sind. Die berühmtesten Beispiele in Rom sind die Trajanssäule und die Mark-Aurel-Säule, die beide von einem spiralförmigen Bilderfries umwunden sind.
Der Klassizismus bediente sich bei dieser römischen Form des Ehrenmonuments und gliederte sie in großangelegte Stadtentwürfe ein. Zum Vorbild wurde hier Napoleon, der sich eine Ehrensäule nach Art der Trajanssäule auf die Place Vendôme in Paris bauen ließ (fertiggestellt 1810). Weitere bekannte klassizistische Ehrensäulen sind die Admiral-Nelson-Säule am Trafalgar Square in London (1843), die Ludwigssäule in Darmstadt (1844) und die Berliner Siegessäule (1873).
Eine interessante Variante, die zeigt, dass die verwendeten Stilelemente auch anders eingesetzt werden können, ist dabei der Münchner Friedensengel, der zwar die Generäle des Deutsch-Französischen Krieges von 1870/71 sowie deren Sieg positiv darstellt, anders als frühere Siegessäulen jedoch dem darauf folgenden Frieden gewidmet ist.
Nicht in jedem Falle handelt es sich bei einer freistehenden Säule um ein Denkmal. Es gibt sie auch mit nahezu funktionaler Bedeutung (z. B. Ediktträger, Hoheitszeichen etc.). Letztlich zählt dazu auch die sogenannte Litfaßsäule.

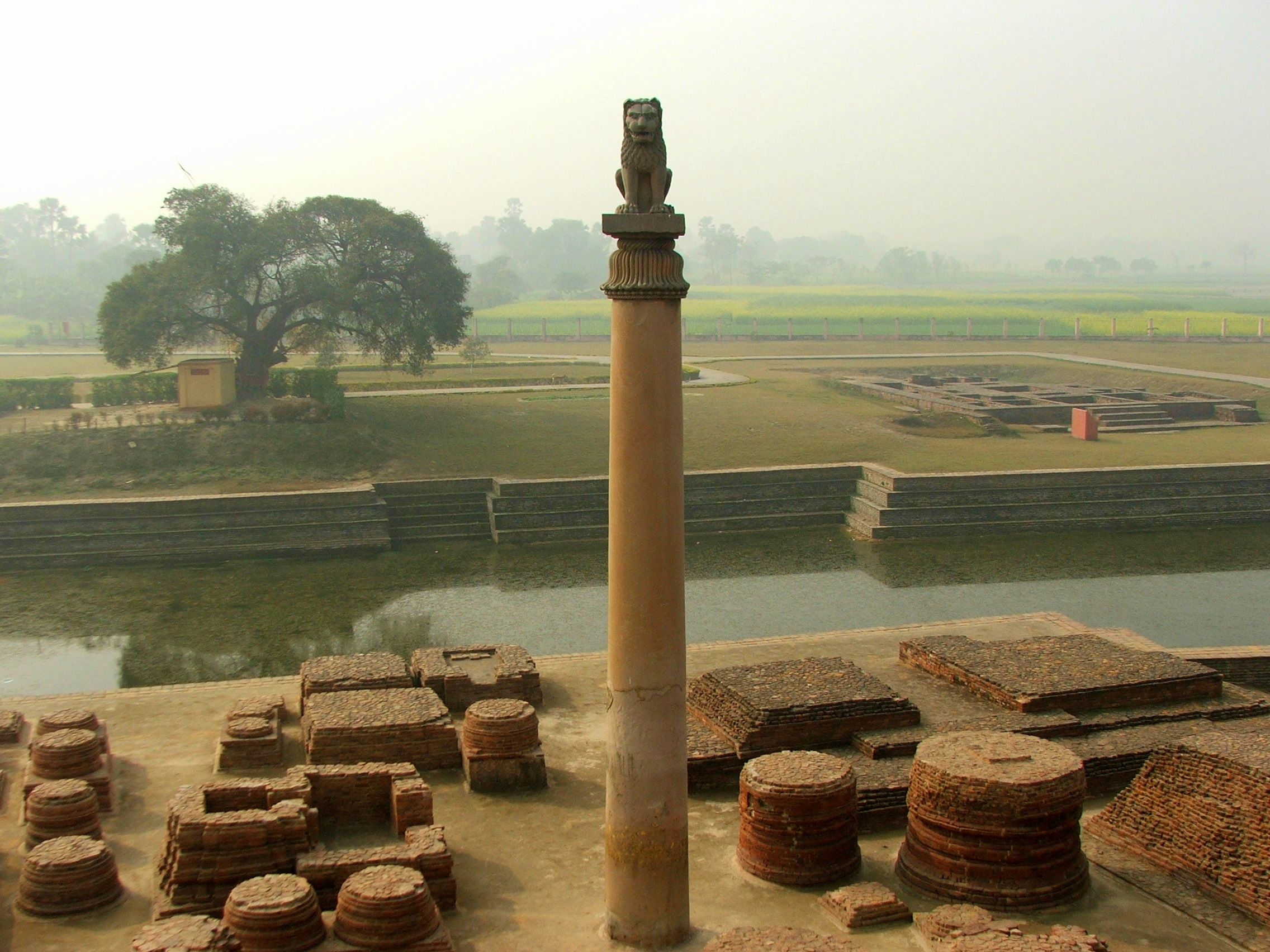
Ashoka-Säule, Vaishali (Indien) (3. Jh. v. Chr.)
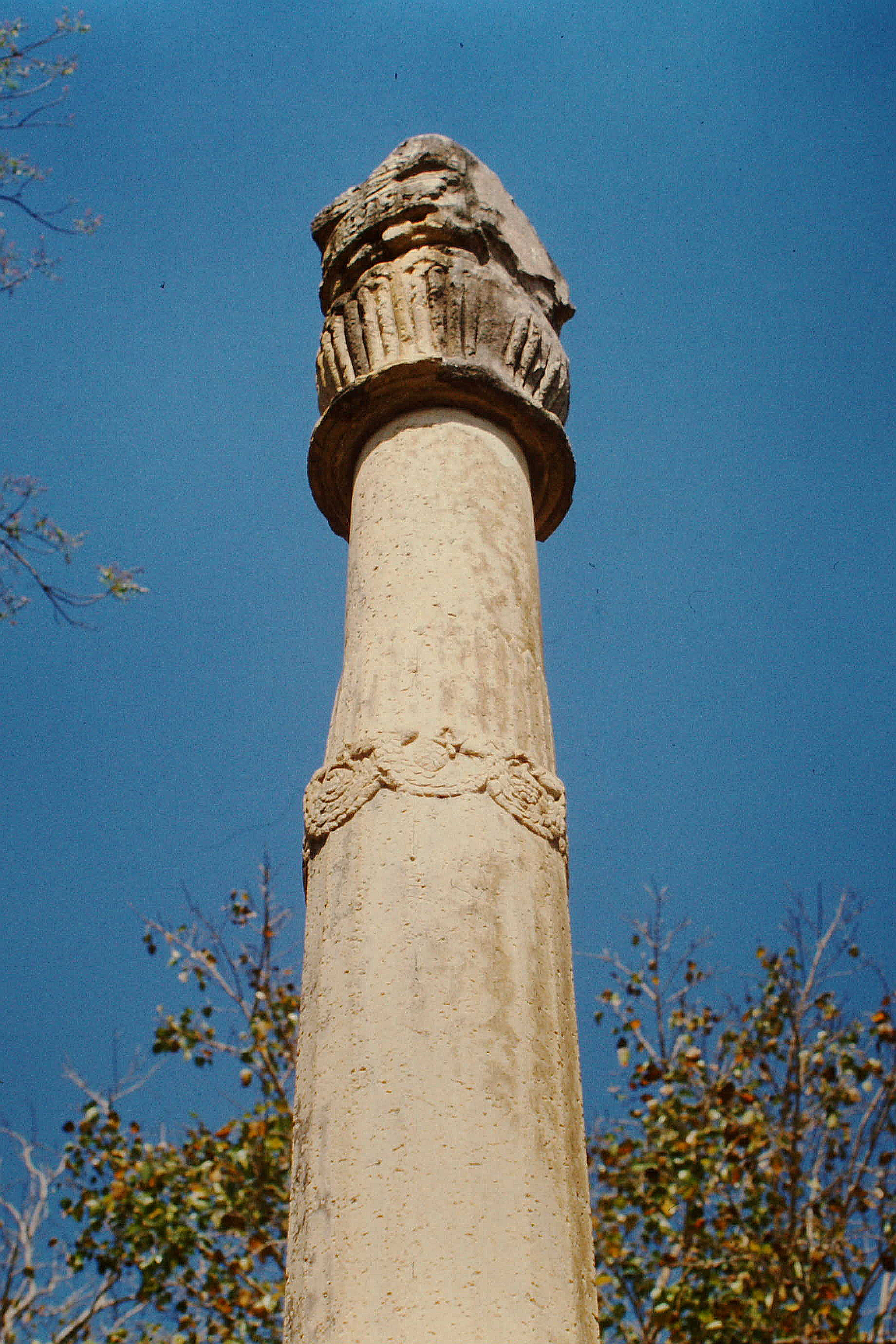
Heliodoros-Säule bei Vidisha (Indien) (um 100 v. Chr.)
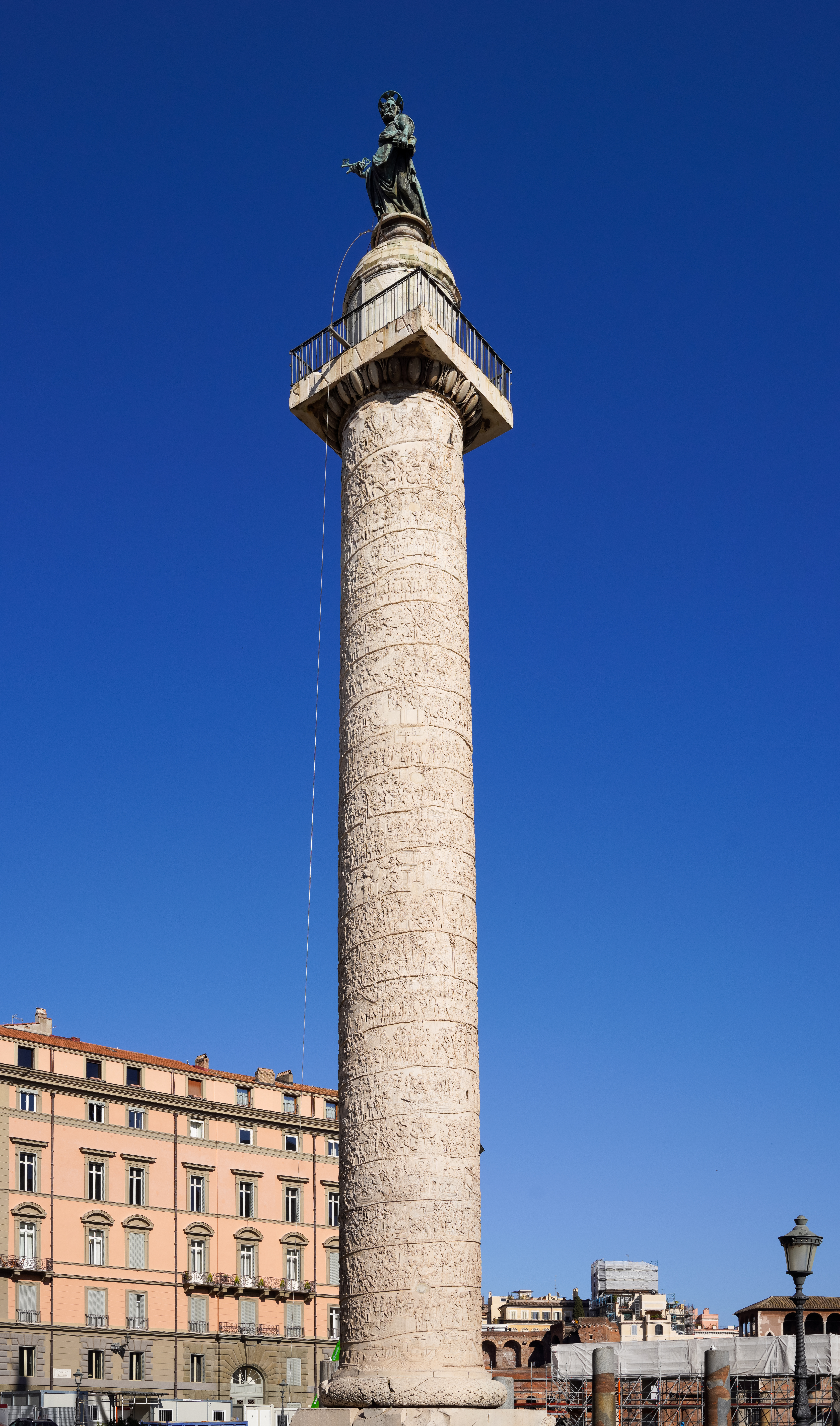
Trajanssäule, Rom (112 n. Chr.)
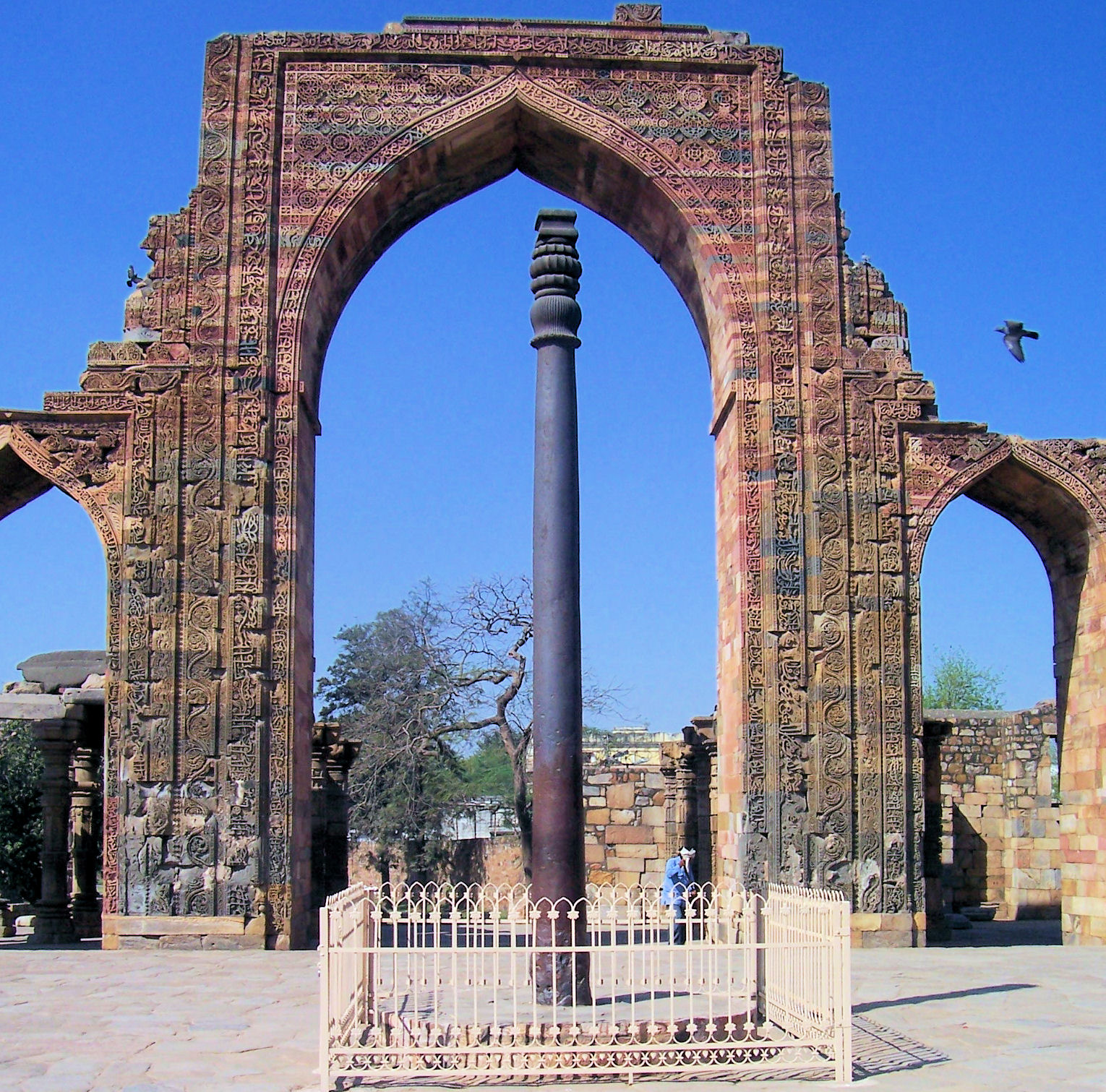
Eiserne Säule, Delhi (Indien) (um 400 n. Chr.)
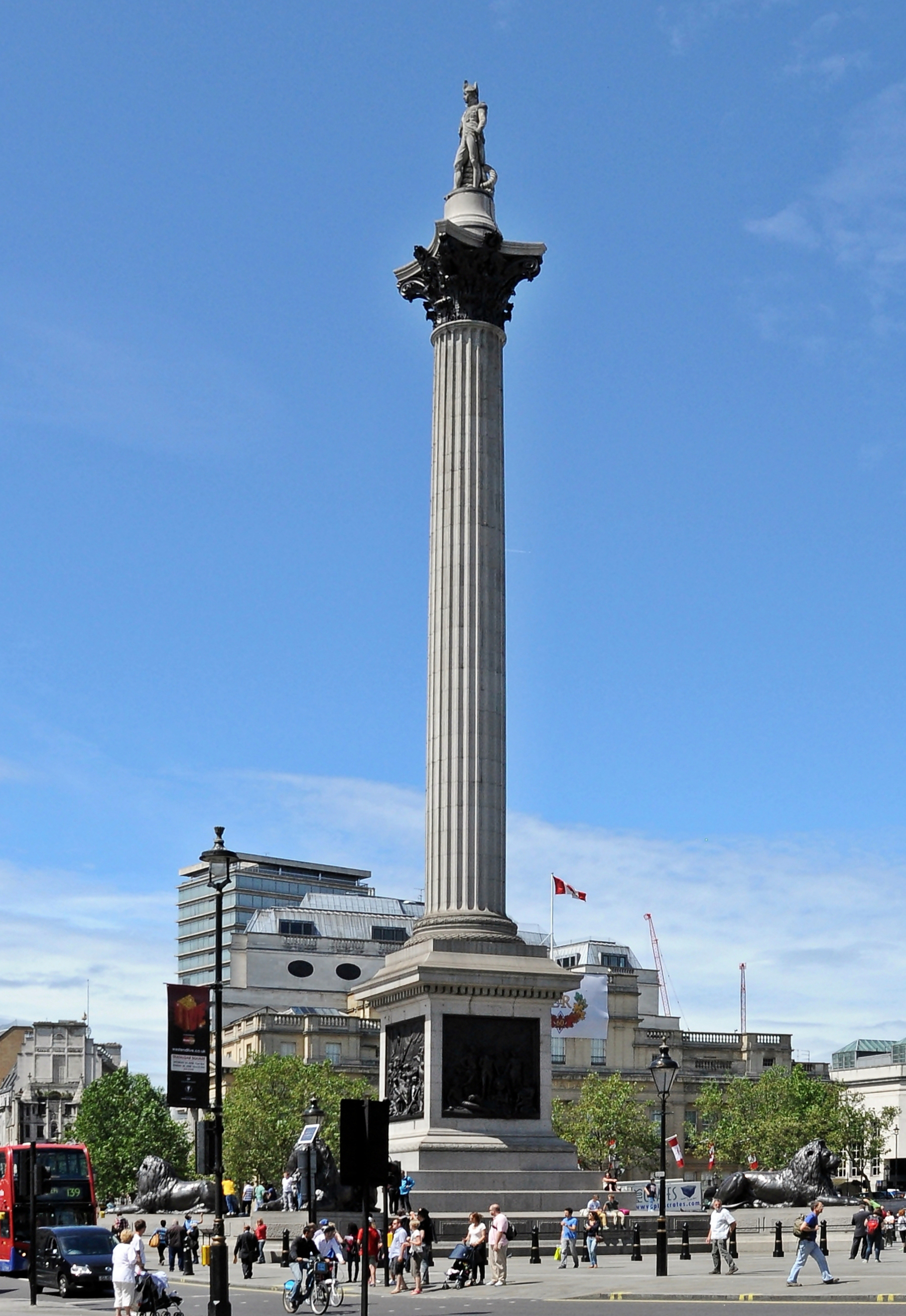
Nelson-Säule, London (1843)
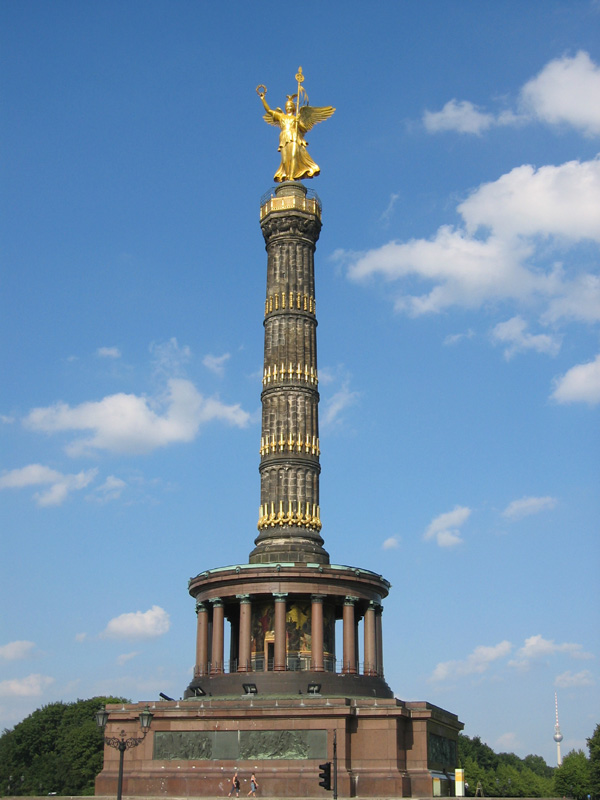
Berliner Siegessäule (1873)

Weitere Monumente, die aus freistehenden Säulen bestehen:
- Jupitergigantensäule
- Straße der Menschenrechte

### Ziersäulen
Kleine Säulchen (siehe auch Baluster) haben nur in äußerst seltenen Fällen eine wirklich tragende Funktion; in erster Linie sind sie als Zier- und Schmuckelemente zu verstehen, die den Baukörper auflockern und gliedern sollen. In der antiken Architektur sind sie unbekannt, doch kommen sie in präromanischen Zwillingsfenstern ebenso vor wie als Fensterrahmung an romanischen Apsiden oder innerhalb von Dekorfeldern. Auch die frühe indische Architektur oder der Puuc-Stil der Maya auf der Halbinsel Yucatán arbeitet mit derartigen Zierelementen.

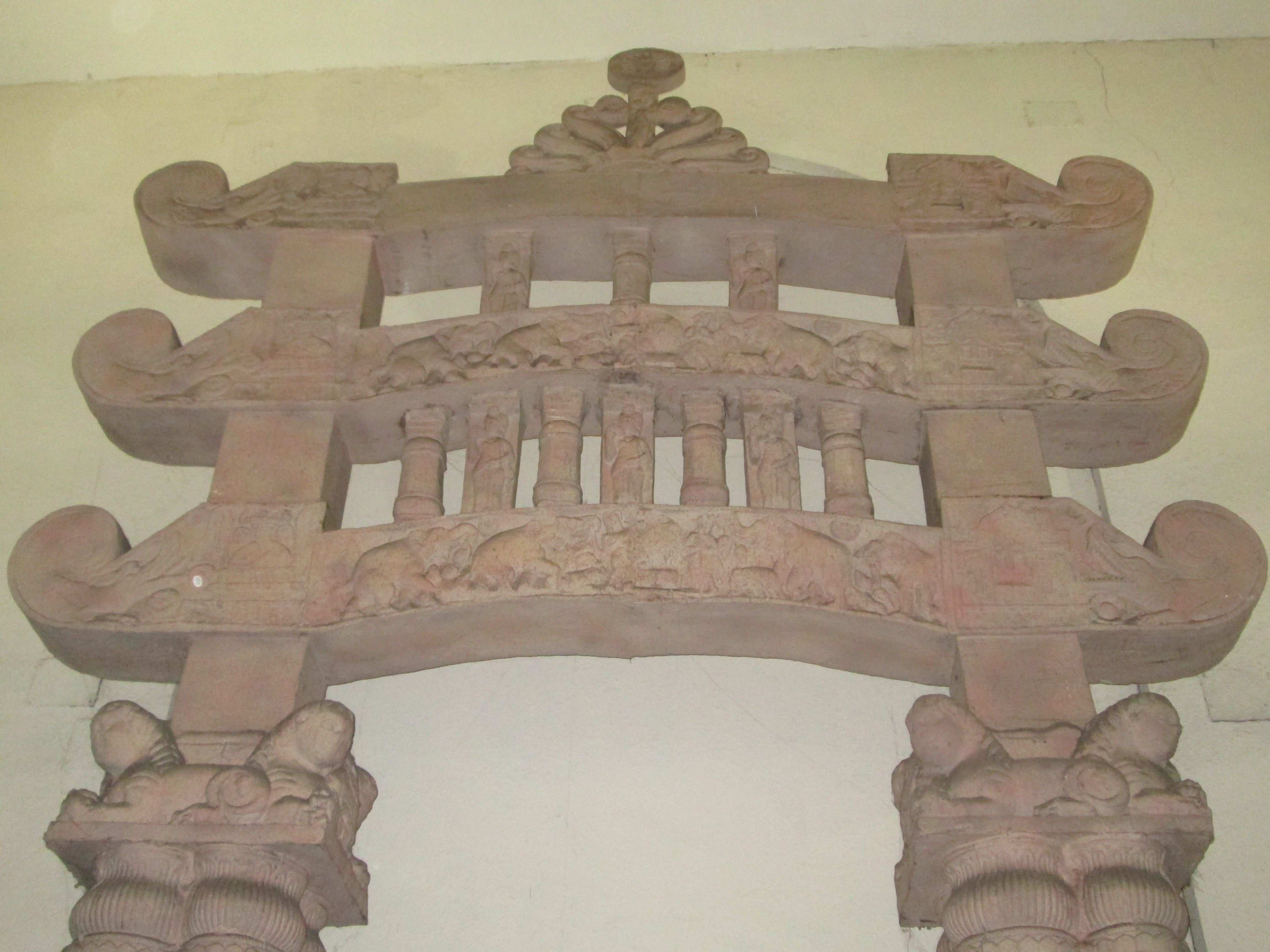
Steintor (torana) des Stupa von Bharhut (um 100)
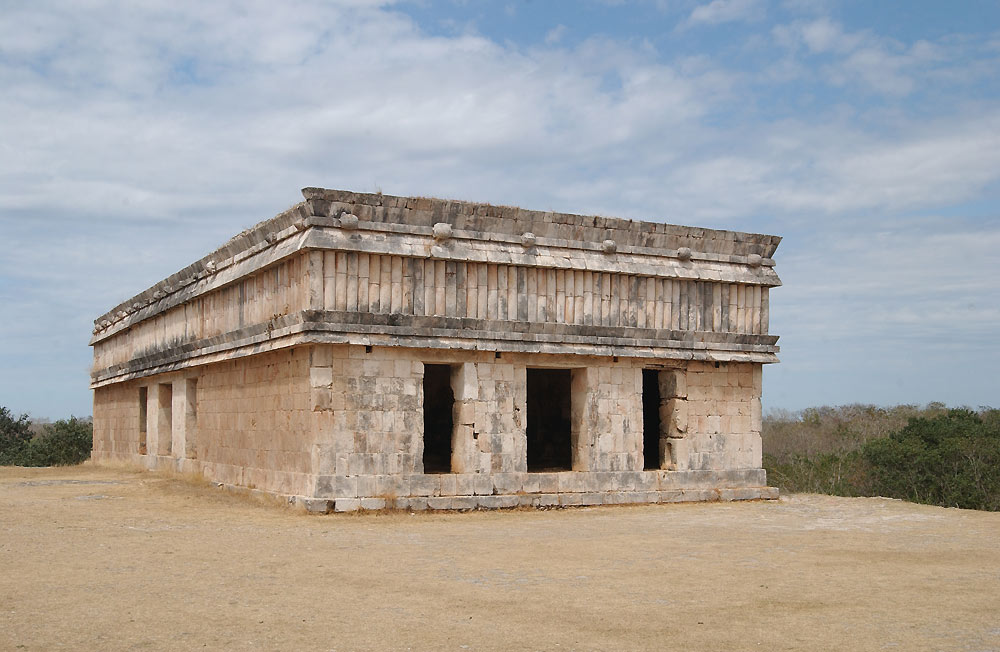
Casa de las Tortugas, Uxmal, Yucatán (um 800)
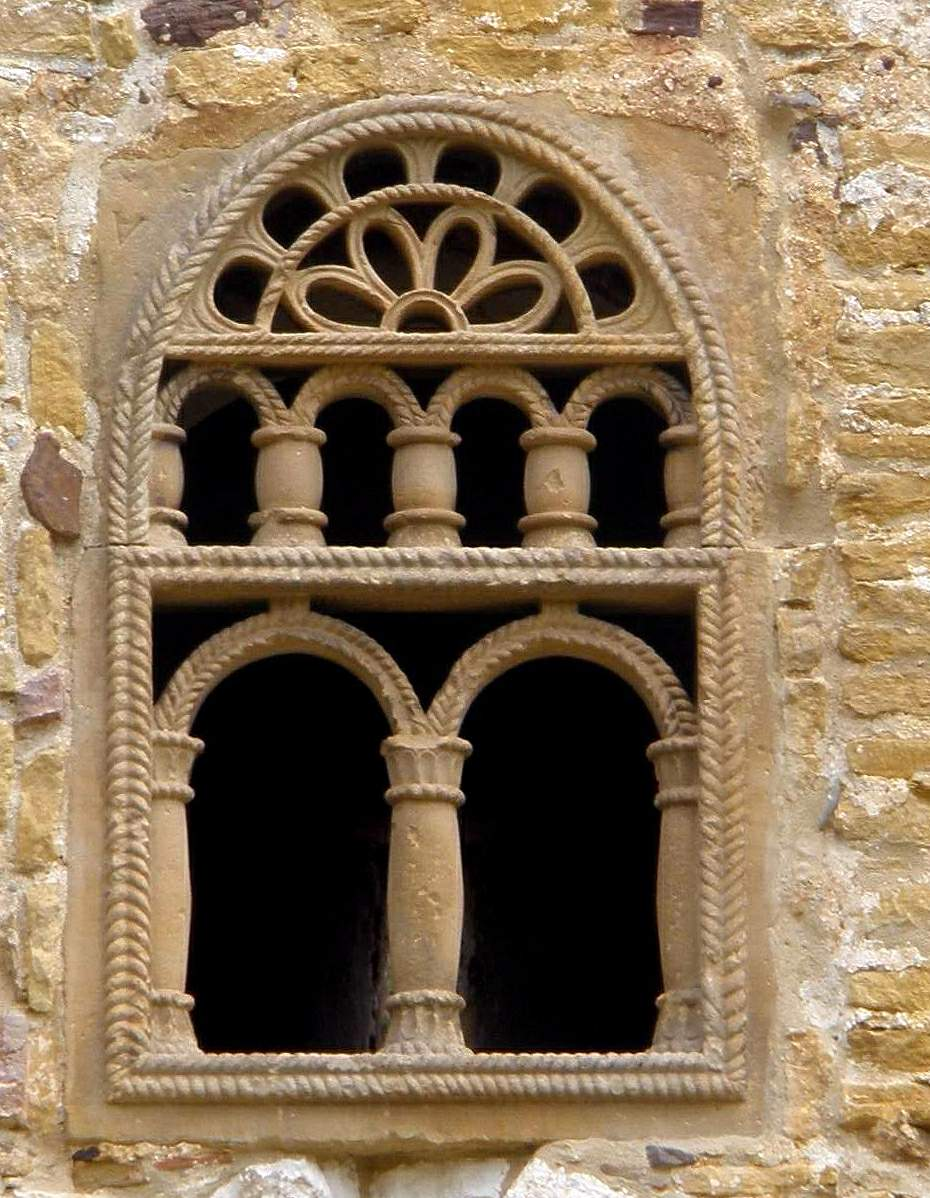
San Miguel de Lillo, Asturien (um 850)
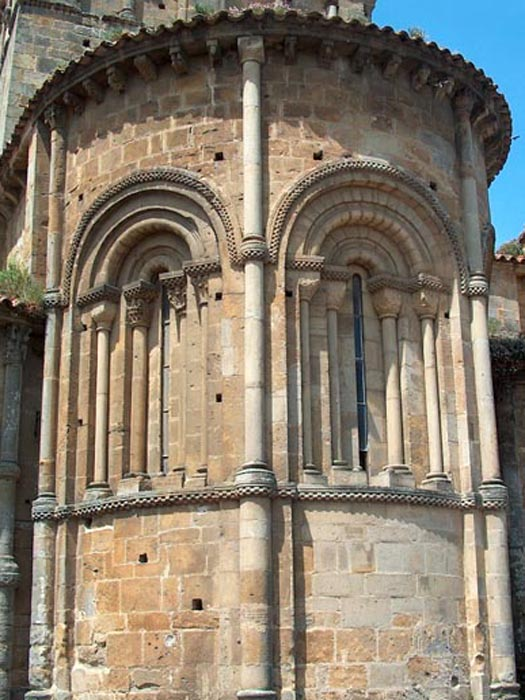
Kollegiatkirche Santillana del Mar, Kantabrien (um 1180)
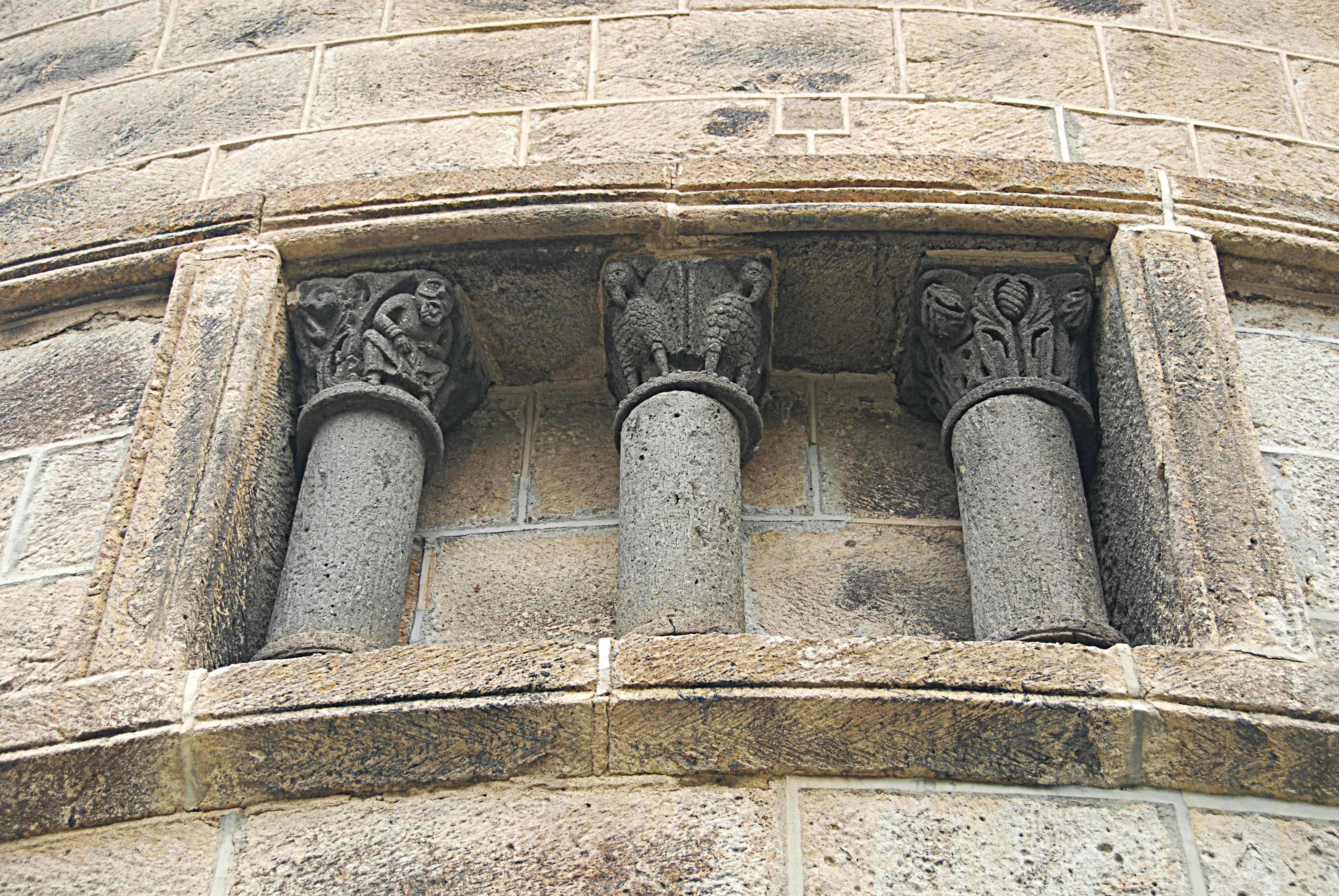
Friedhofskapelle Chambon-sur-Lac, Auvergne (um 1200)

### Sonderformen
An vielen Bauwerken der Antike, aber auch des Barock und des Jugendstils ersetzen Skulpturen die Säulen. Weibliche Figuren werden dabei Karyatiden, Kanephoren oder Koren genannt; männliche je nach Körperhaltung Atlanten (mit nach oben gereckten Armen, die das Gebälk stützen) oder Kouroi (in aufrechter Haltung mit angelegten Armen).

### Weitere Sonderfälle
Teilweise werden auch alleinstehende Bauelemente aufgrund ihrer vertikalen Form als Säule bezeichnet, auch wenn ihnen Basis und Kapitell fehlen:
- Die unter Denkmalschutz stehende Abluftsäule in Osnabrück (Niedersachsen) be- und entlüftet eine unterirdische Toilettenanlage.
- Schlanke hohe Bildstöcke werden oft auch „Betsäule“ genannt.
- Eine Memorialfunktion haben die Gedenksäulen.
- Als Bildsäule werden Denkmäler mit Statuen wegen ihrer schlanken Form bezeichnet.
- Pestsäule, Mariensäule und ähnliche Monumente.
- Im Jahr 1855 wurde die Litfaßsäule von dem Berliner Drucker Ernst Litfaß als Werbefläche erfunden.
- Zur Angabe von Entfernungen diente die Postmeilensäule.
- Die Tanksäule (oder auch Zapfsäule) hat ihre Bezeichnung wegen ihrer ursprünglich schlanken runden Form.
- Mit „Bismarcksäule“ werden Denkmäler bezeichnet, die den Bismarckturm-Entwurf „Götterdämmerung“ des Architekten Wilhelm Kreis als Vorbild haben.

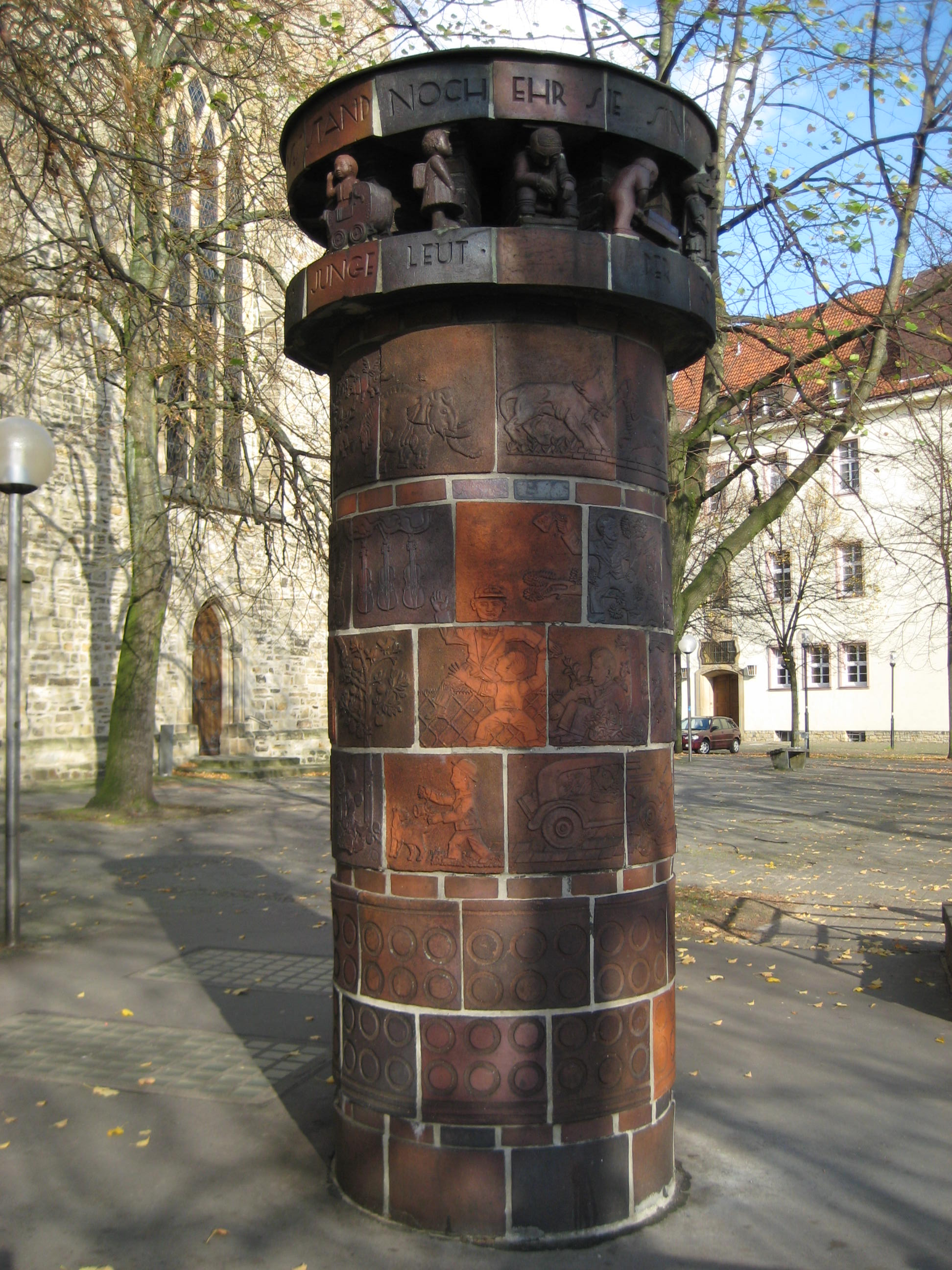
Abluftsäule einer Toilettenanlage in Osnabrück mit Tonreliefplatten und Plastiken
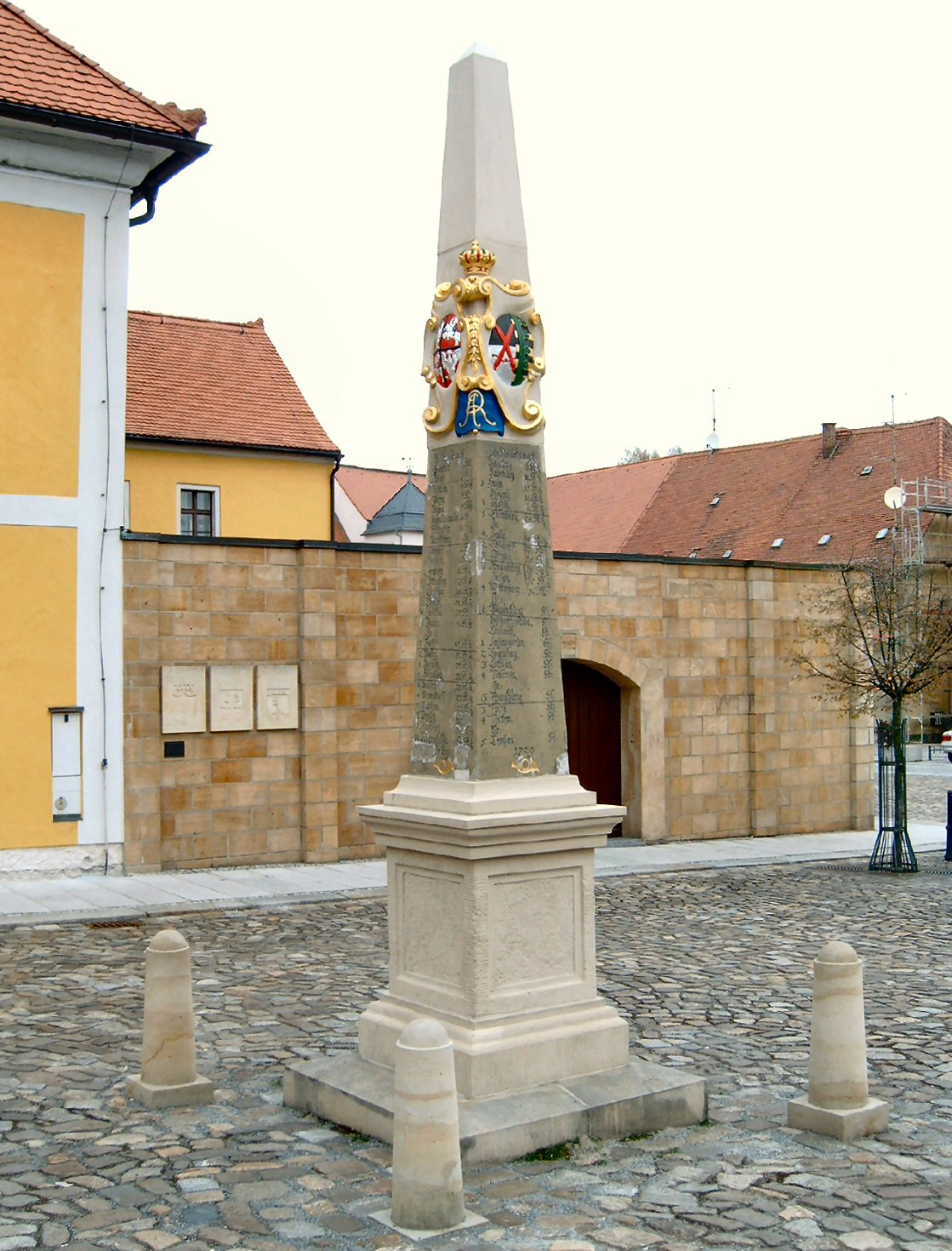
Kursächsische Postmeilensäule in Neustadt (Sachsen), bei der es sich baulich um einen Obelisken handelt
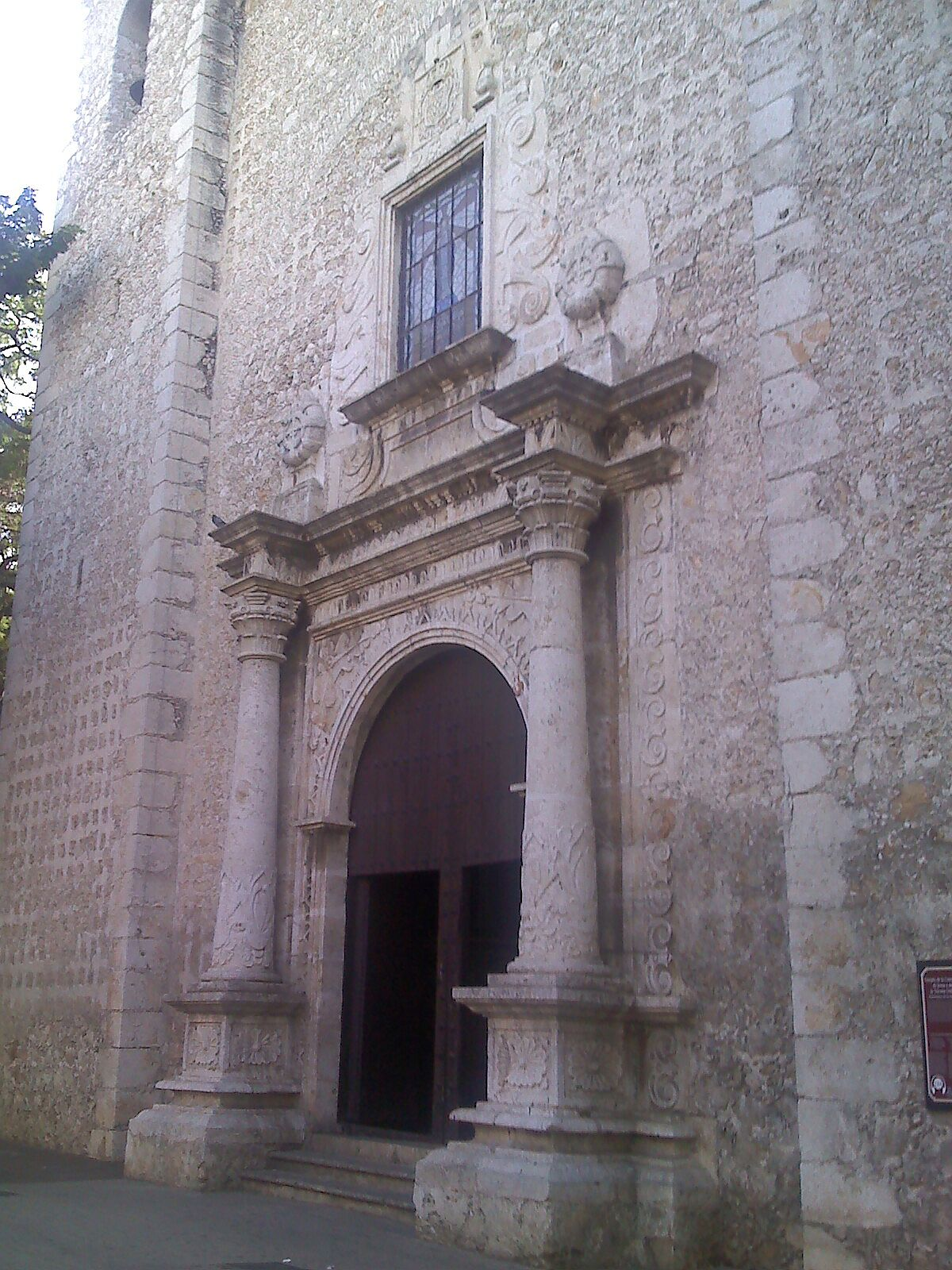
Säulen an einer mexikanischen Kirche

## Außereuropäische Säulen

### Indien
Abgesehen von – nicht erhaltenen – hölzernen Vorbildern scheinen die frühesten indischen Säulen freistehende Monumentalsäulen des 3. Jahrhunderts v. Chr. gewesen zu sein (→ Ashoka-Säulen). Sie sind wahrscheinlich antiken griechischen Vorbildern nachempfunden. Die buddhistische und hinduistische Architektur Indiens konnte sich nie so recht zwischen Säulen und Pfeilern entscheiden. Bereits in den frühen buddhistischen Höhlentempeln Indiens wurden – halb pfeilerartige – Säulen aus dem Felsgestein herausgearbeitet. Je nach den verfügbaren Geldmitteln der Stifter ist der meist oktogonal zugehauene Schaft basis- und kapitelllos oder hat eine runde oder eckige Basis, einen (teilweise) kannelierten Schaft und endet in der Regel in einem umgedrehten Lotosblüten-Kapitell, später dann auch in kissenförmigen amalaka-Kapitellen; die Kämpferblöcke sind dann oft figürlich ausgearbeitet. Die ab dem 4./5. Jahrhundert erbauten – meist hinduistischen – freistehenden Tempel (→ Gupta-Tempel) benutzen teilweise persisch beeinflusste säulen- bzw. pfeilerartige Gebilde vor allem in den Vorhallen (mandapas). Eine Blütezeit erleben gedrechselte Steinsäulen im 12./13. Jahrhundert in den Hoysala-Tempeln Südindiens. Später treten Säulen gegenüber Pfeilern eher in den Hintergrund.

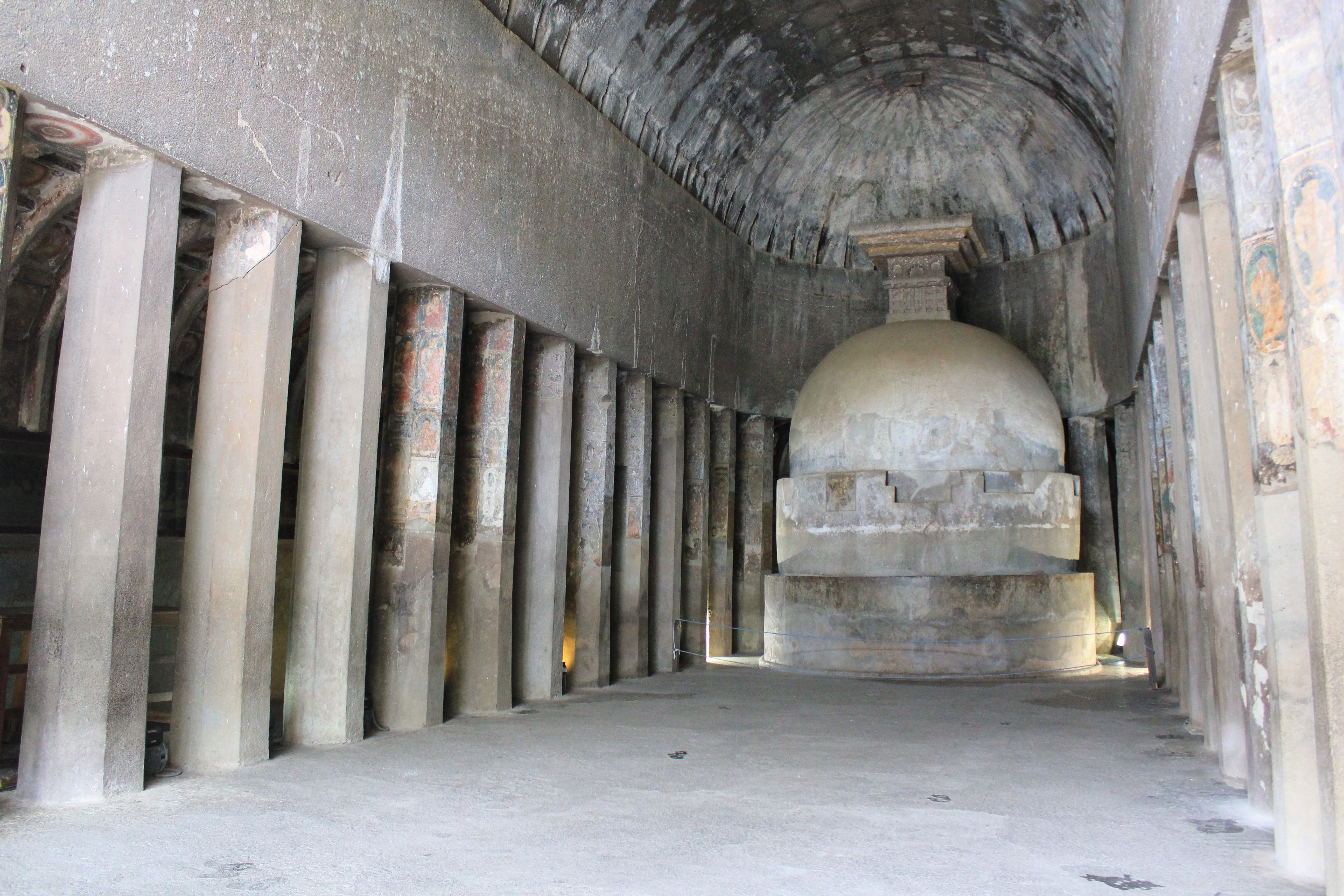
Ajanta – Höhle Nr. 10
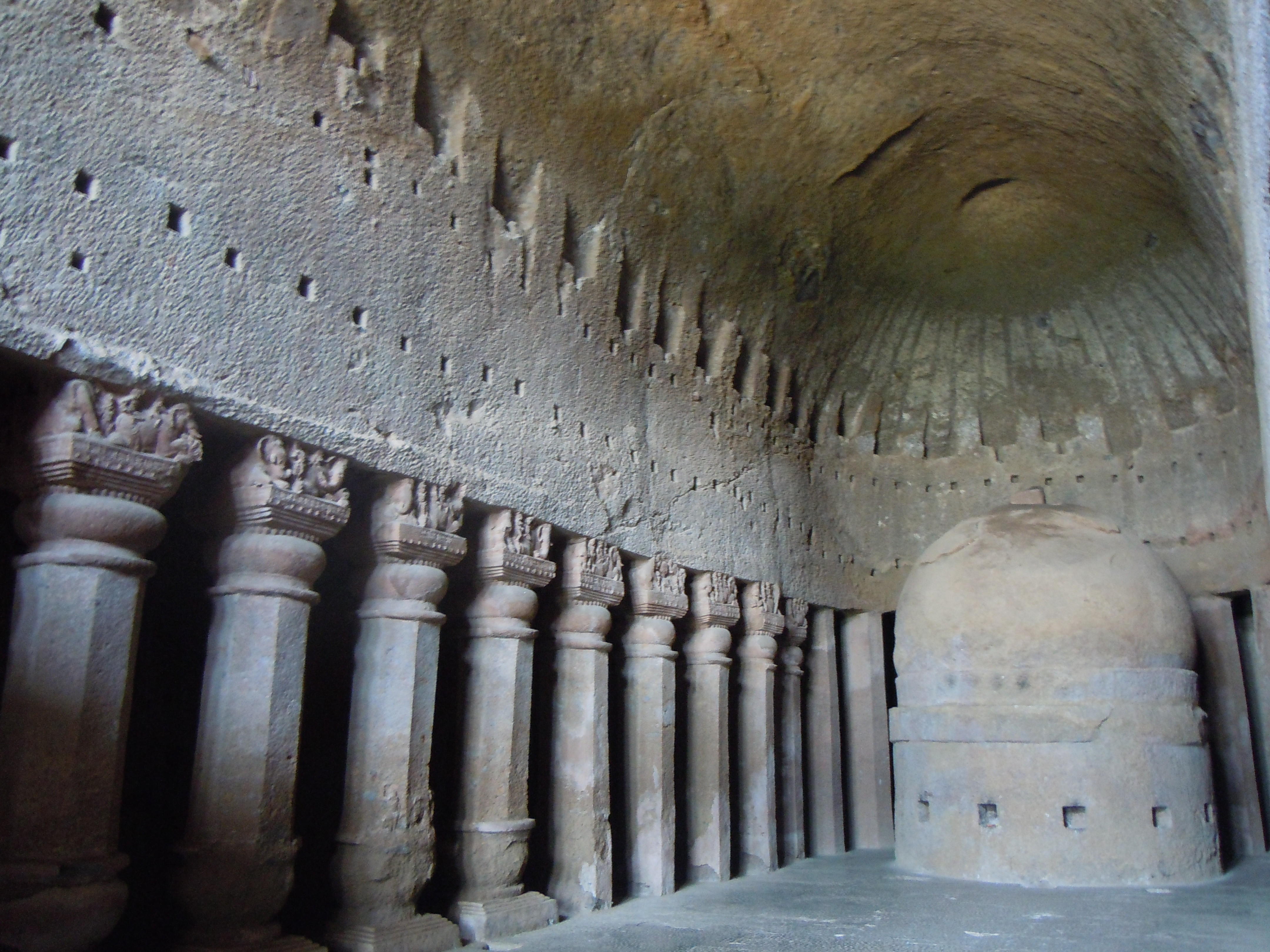
Kanheri – Höhle Nr. 3
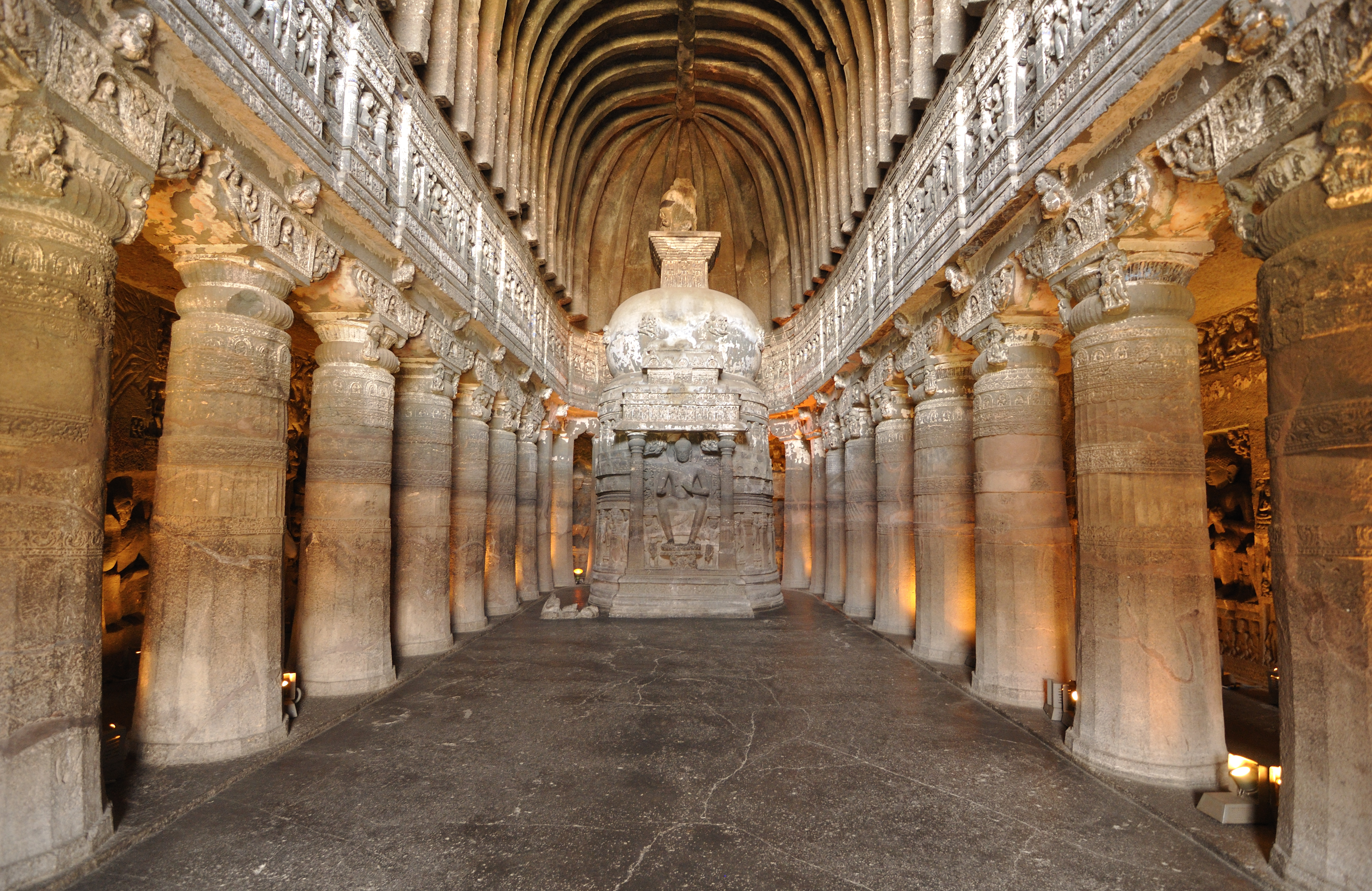
Ajanta – Höhle Nr. 26
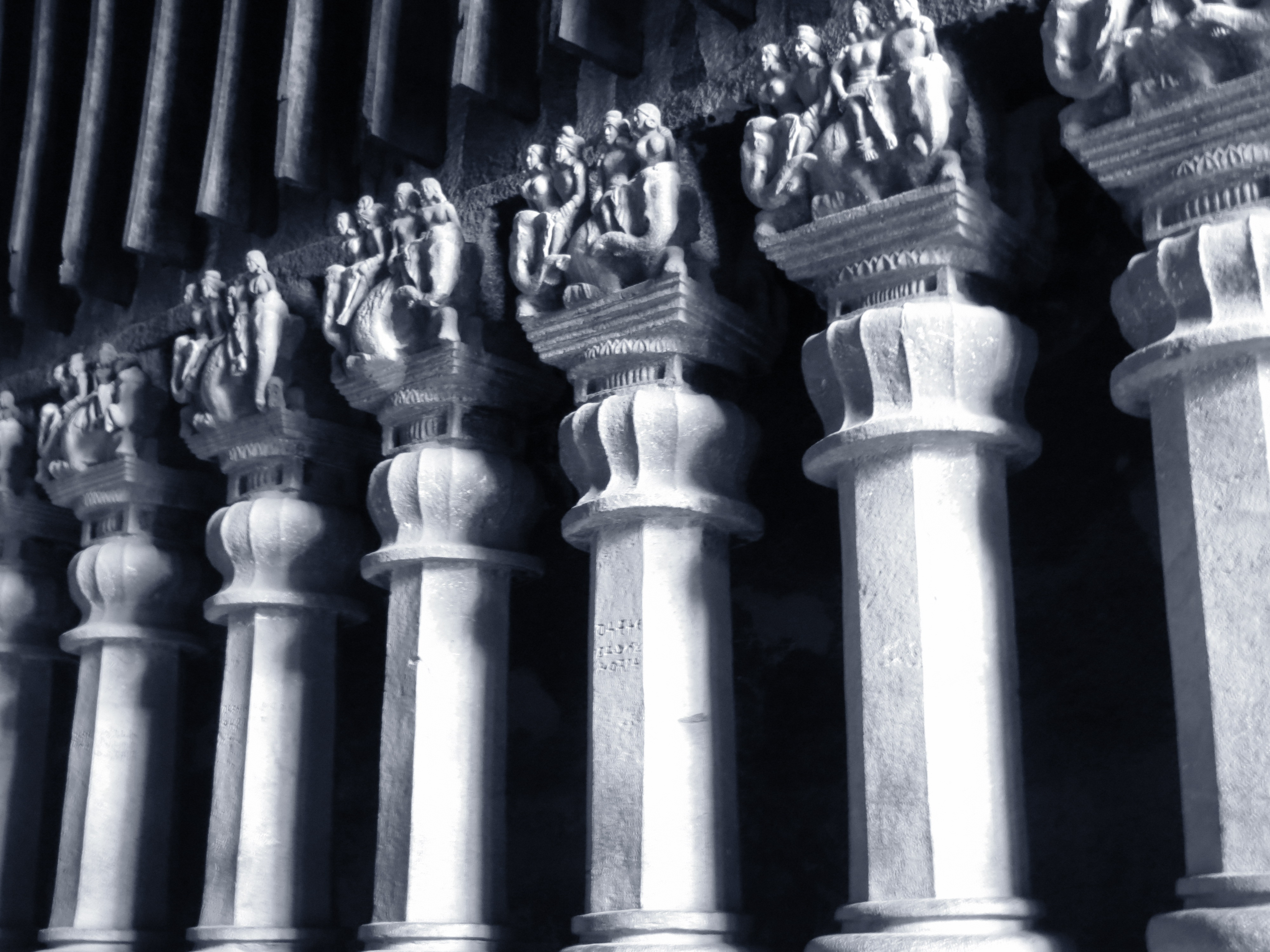
Karli – Höhlentempel
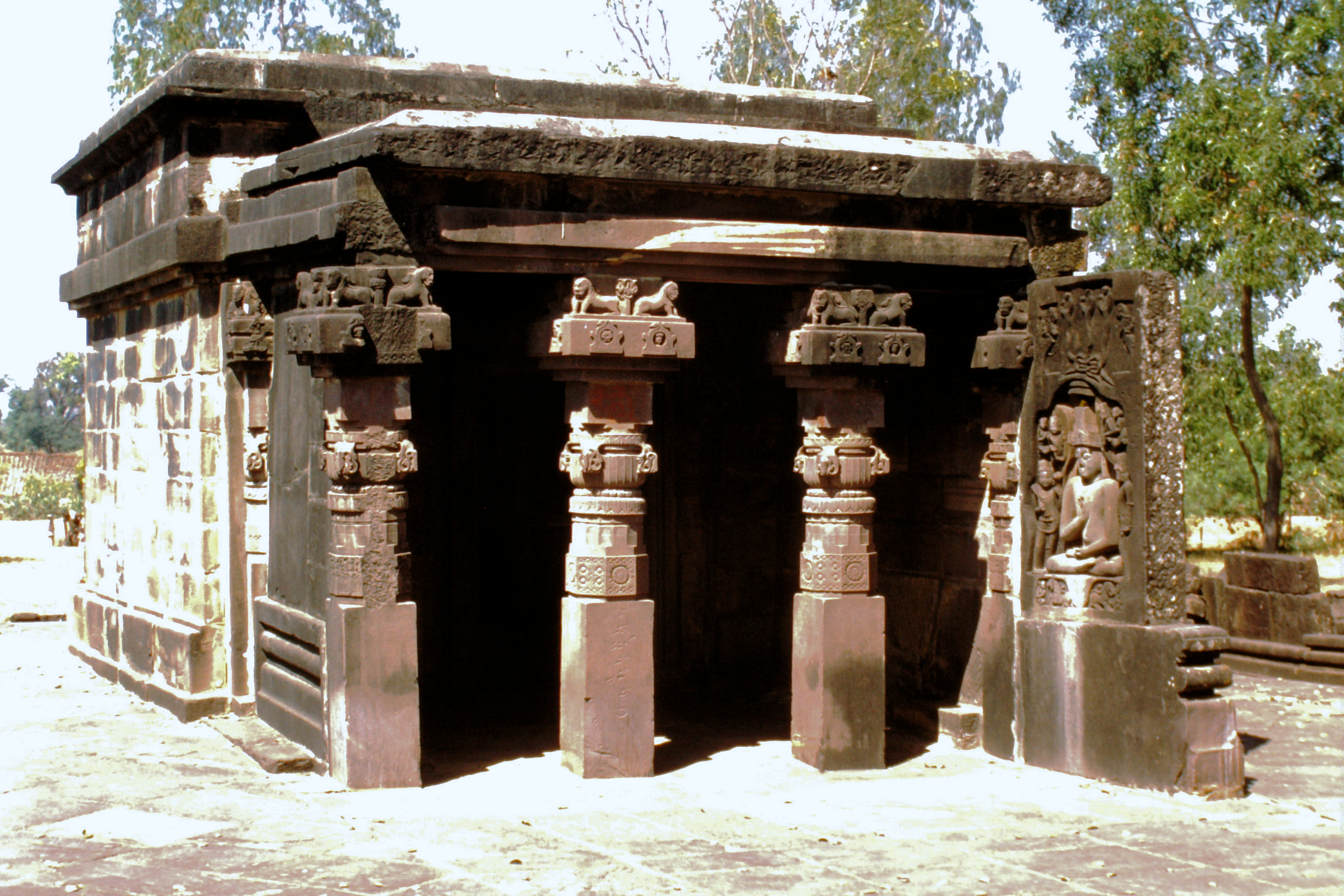
Tigawa – Kankali-Devi-Tempel
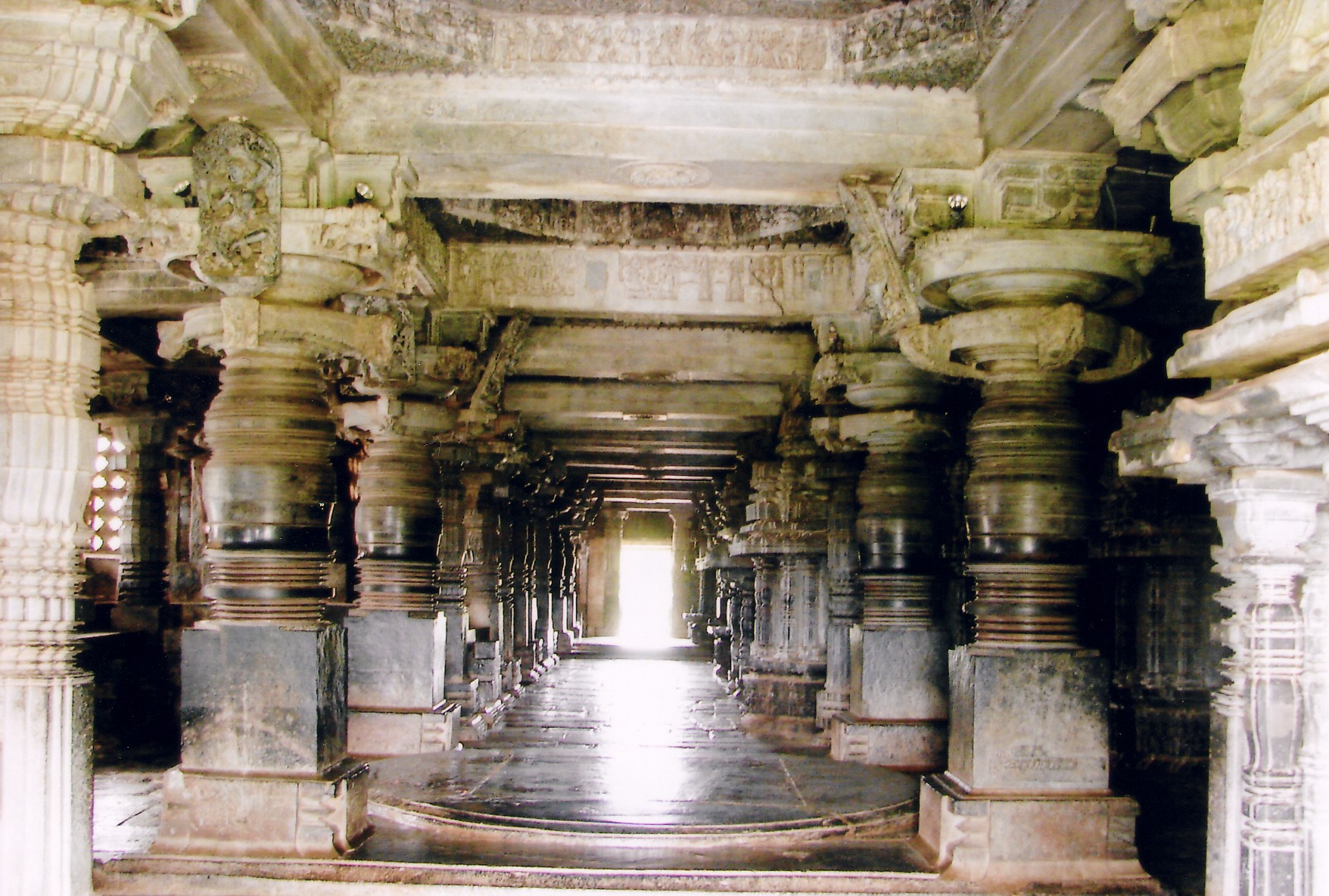
Halebid – Hoysaleshwara-Tempel
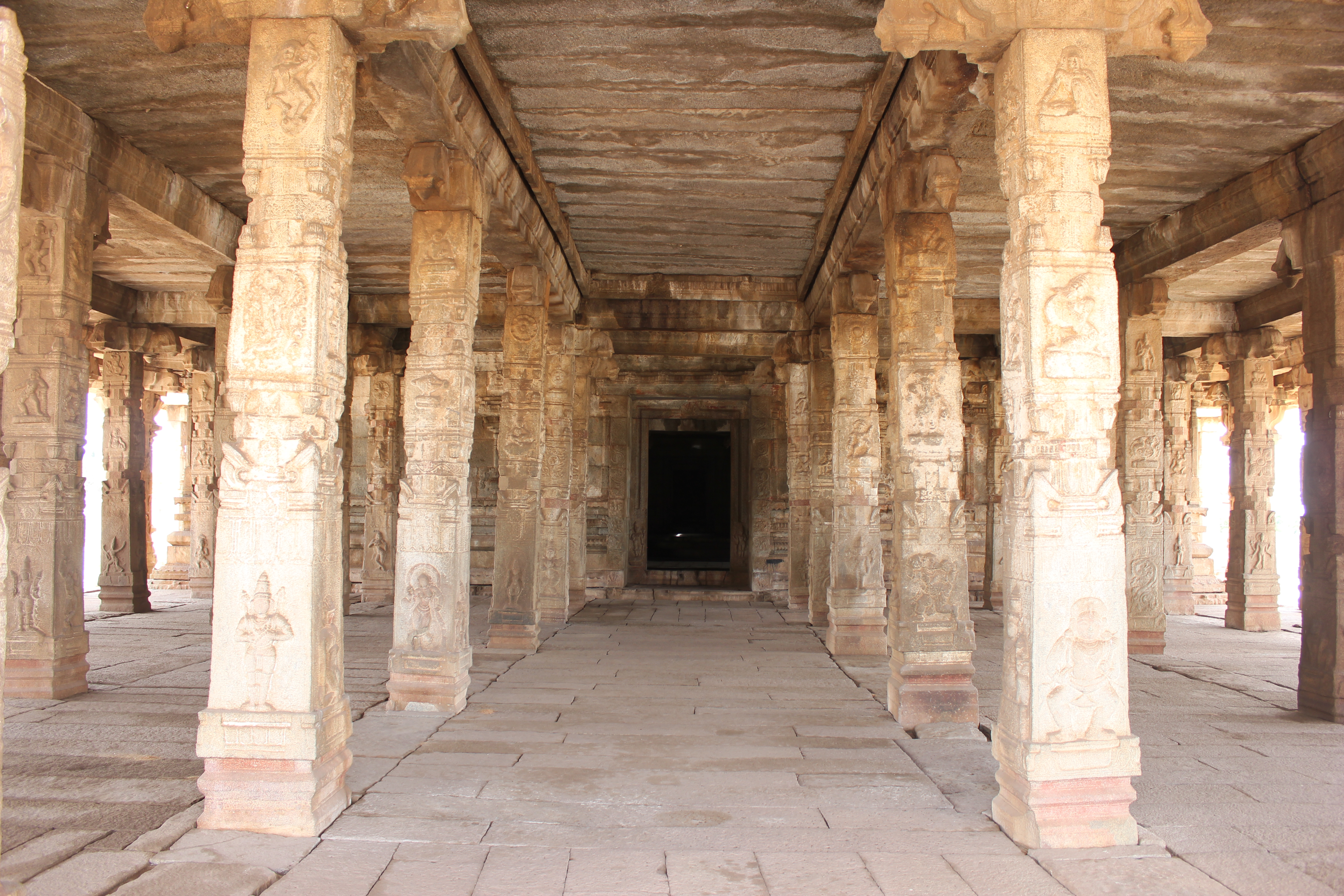
Hampi – Pattabhirama-Tempel

### Ostasien
Die meisten älteren Tempel in China, Japan und Korea sind aus Holz gebaut. Oberhalb der Säulen befinden sich Architravbalken. Erst bei Bauten des 20. Jahrhunderts finden sich Steinsäulen mit Kapitellen, die sich in manchen Fällen an europäischen Vorbildern orientieren.

### Mesoamerika
Während die Kulturen des mesoamerikanischen Hochlandes hauptsächlich Pfeiler einsetzten – saalartige Wandelhallen mit Säulen gab es allerdings in Tula und Chichen Itza – gab es im Flachland (v. a. auf der Halbinsel Yucatán) vergleichsweise viele Bauten mit runden, meist monolithischen Säulen. Diese hatten jedoch keine Kapitelle, sondern lediglich Kämpferblöcke zur Aufnahme der Last – und selbst die fehlen manchmal.

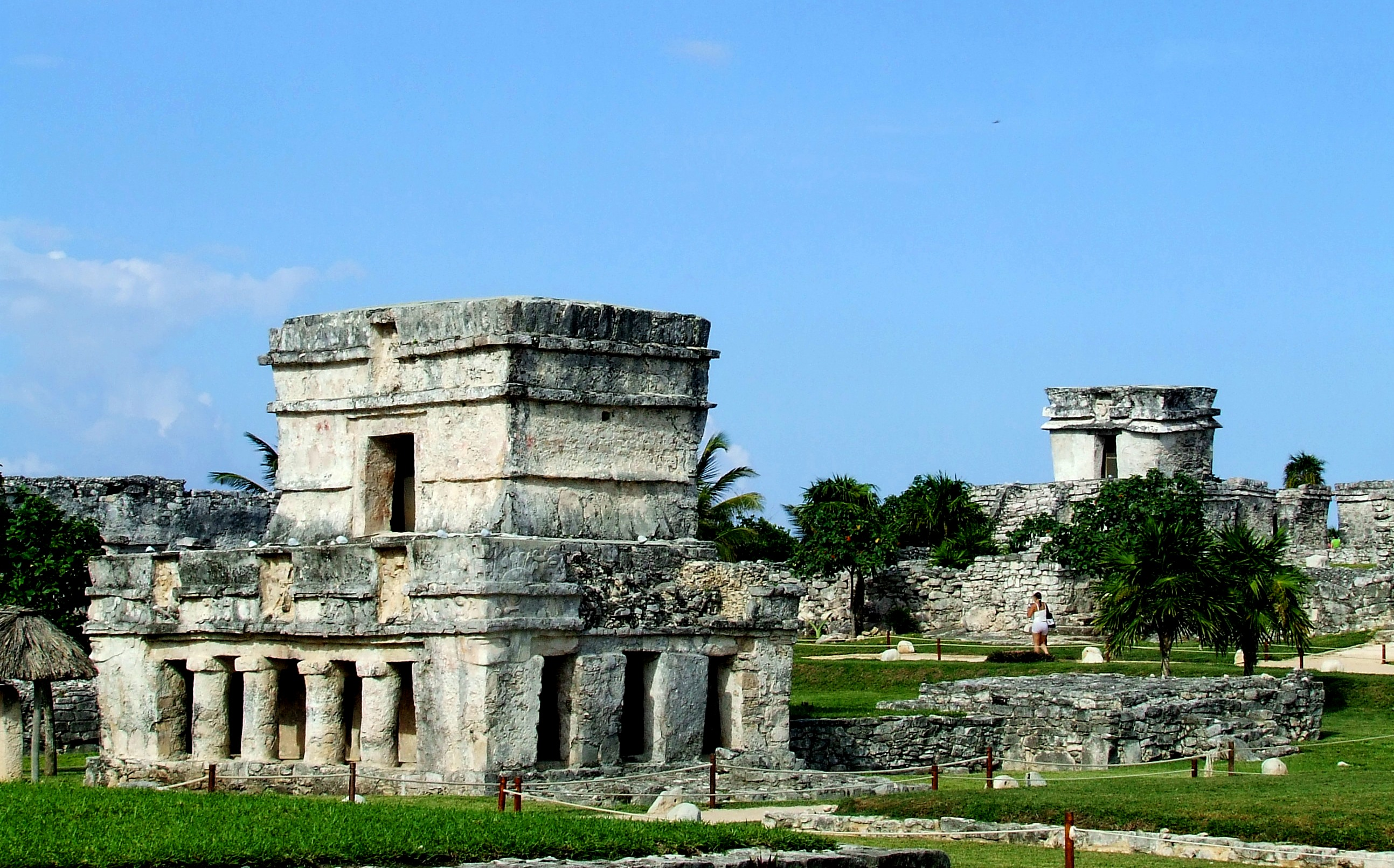
Tulum
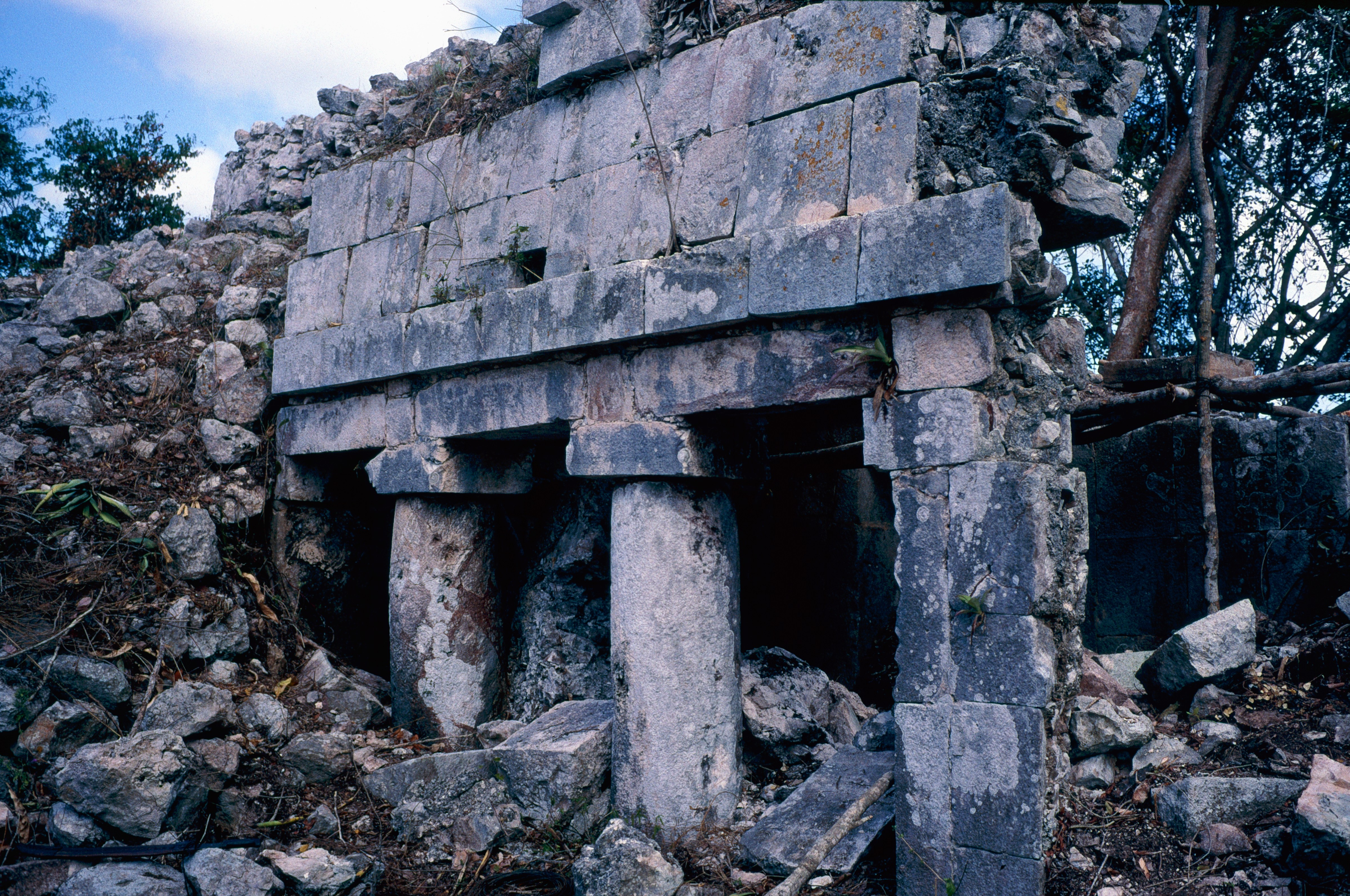
Xbalché
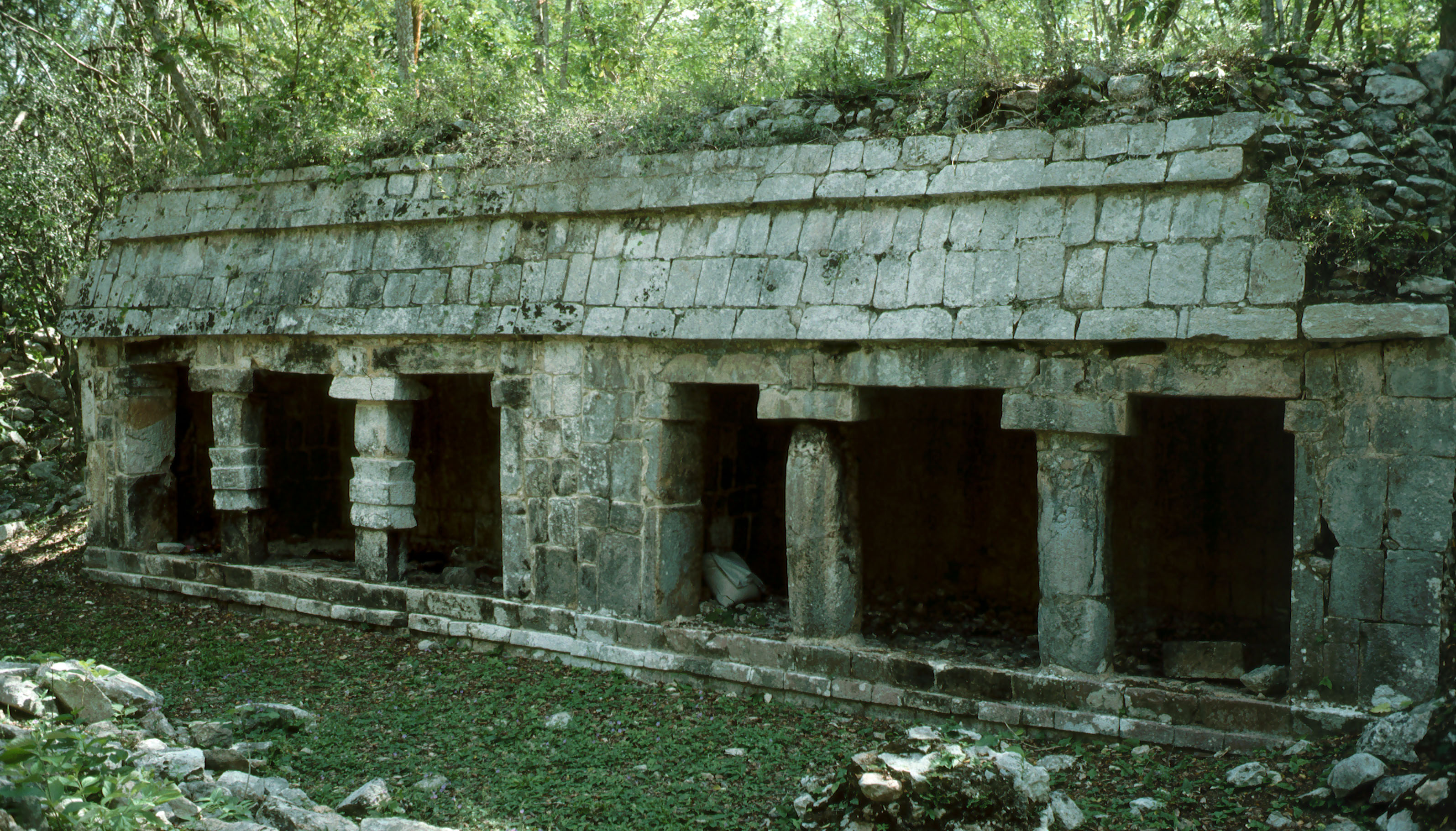
Kiuic
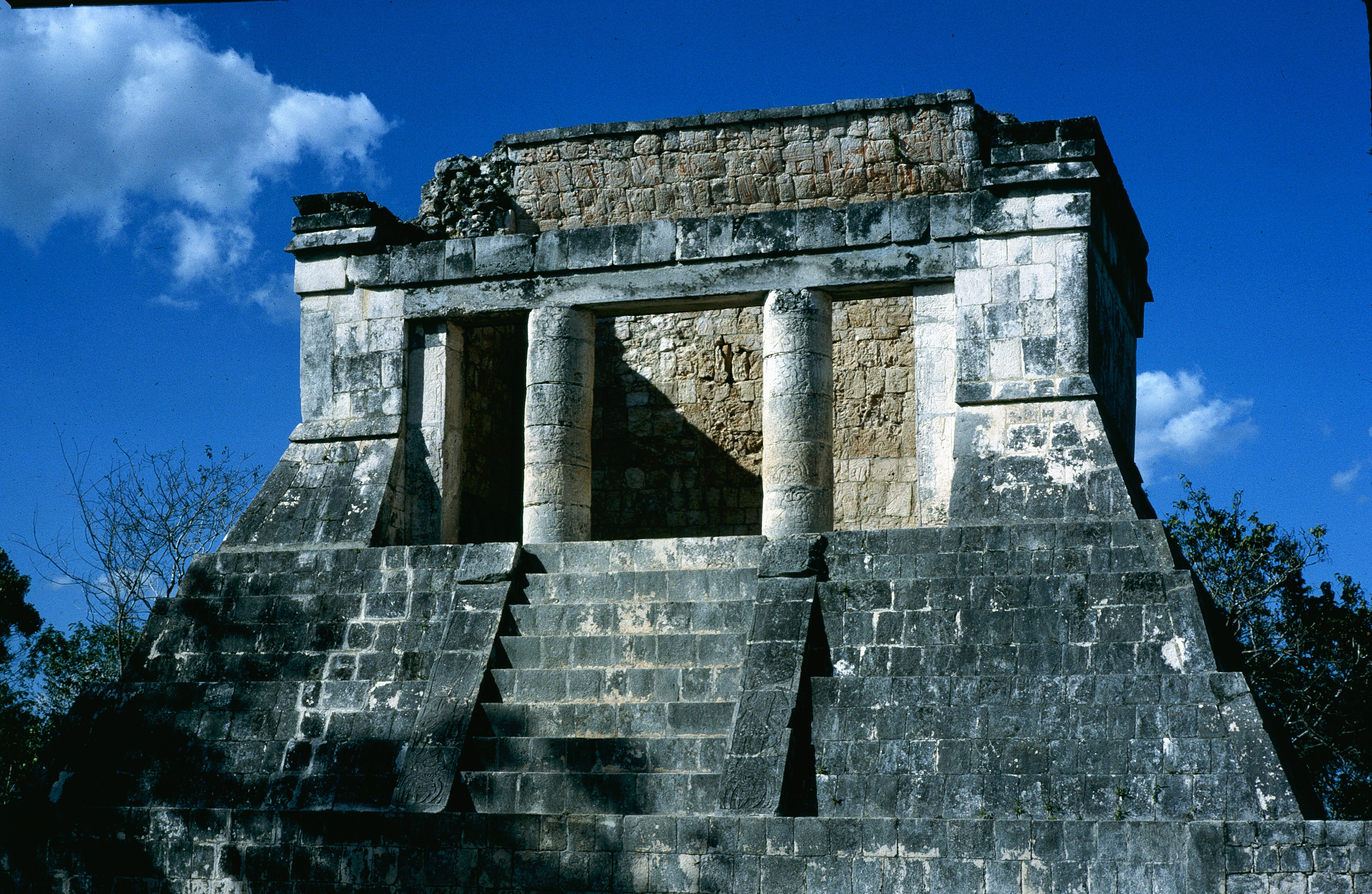
Chichen Itza
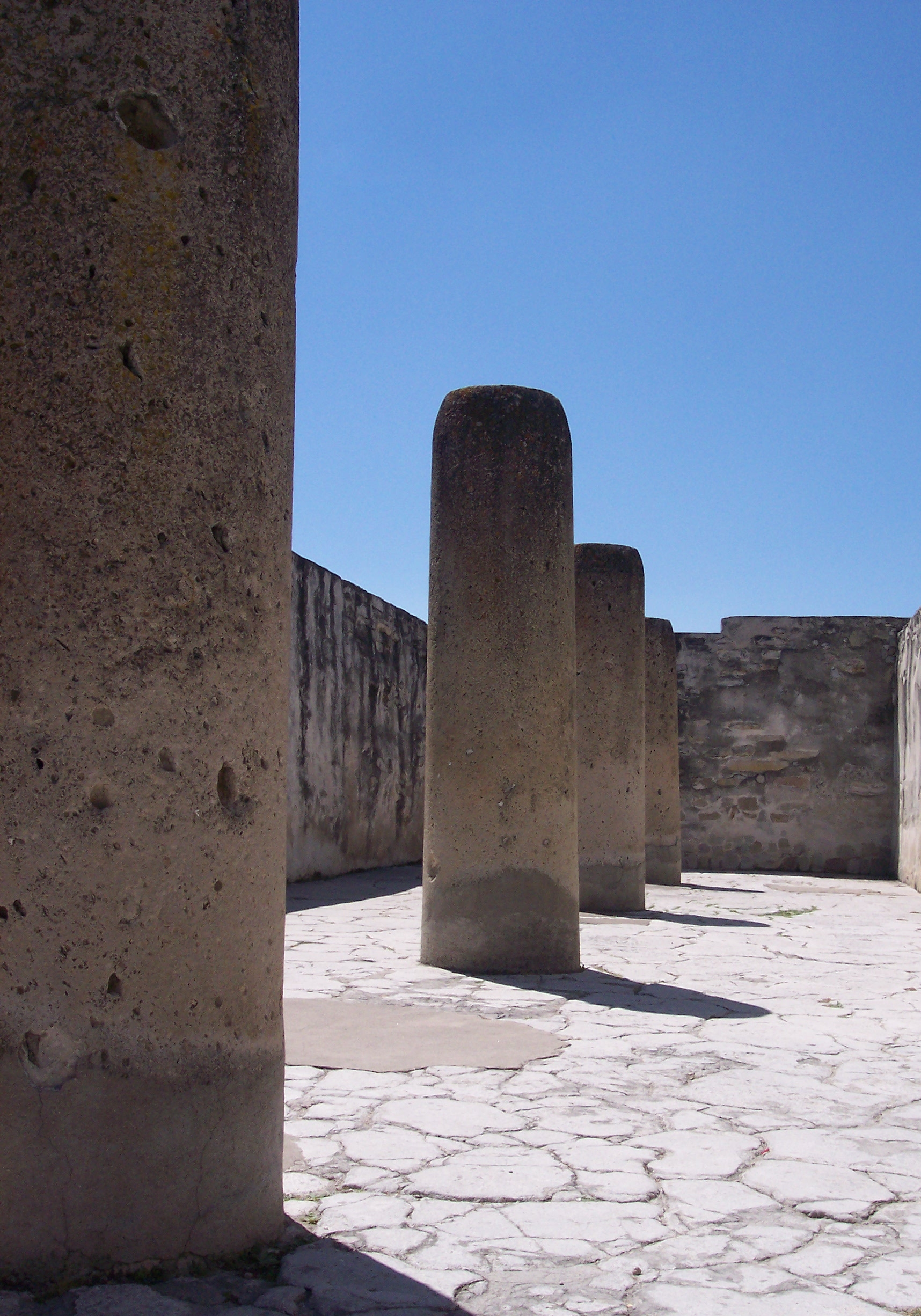
Mitla
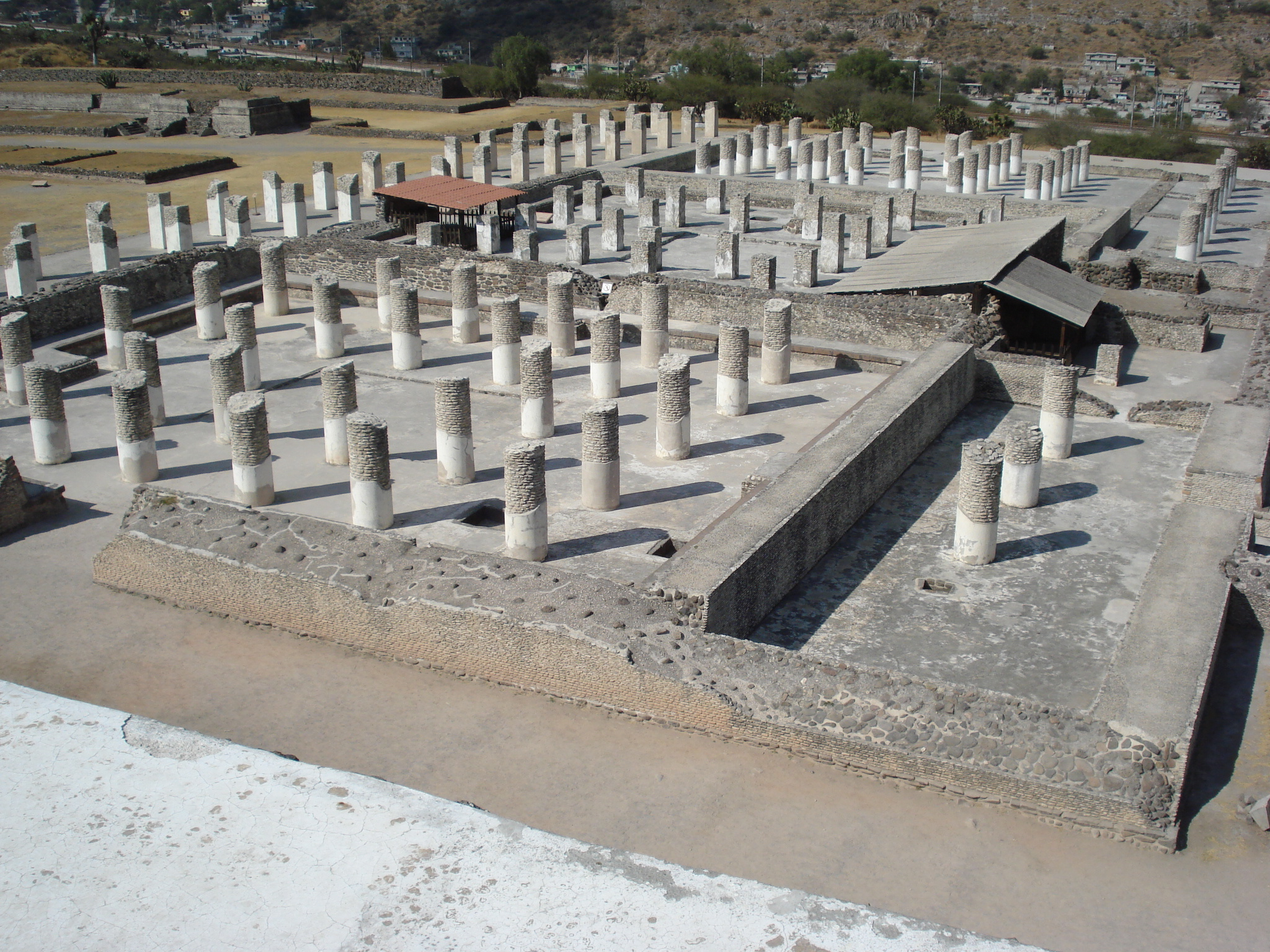
Tula